# Mexicanos
Los mexicanos son el pueblo de los Estados Unidos Mexicanos, un país multiétnico en Norteamérica. El pueblo mexicano tiene orígenes variados, el idioma más hablado por los mexicanos es el español, subdividido en distintas variantes, algunos también pueden hablar idiomas de las 68 grupos lingüísticos indígenas diferentes de México y otros idiomas traídos por la inmigración reciente o aprendidos por inmigrantes mexicanos que residen en otras naciones. En 2020, el 19.4% de la población de México se autoidentificó como indígena.
Los mexicas fundaron Tenochtitlán en 1325 como un altepetl (ciudad-estado) ubicado en una isla en el Lago de Texcoco, en el Valle de México convirtiéndose con el tiempo en la capital del creciente Imperio Mexica en el siglo XV. En su apogeo fue la ciudad más grande de las Américas precolombinas hasta que fue capturada por los españoles en 1521 para volverse cabecera del Virreinato de la Nueva España. Hoy en día las ruinas de Tenochtitlán se encuentran en la parte central de la Ciudad de México. 
La nación moderna de México logró su independencia del Imperio Español en septiembre de 1821; iniciando con esto el proceso de forjar una identidad nacional que fusionó elementos de origen indígena precolombino con los de ascendencia europea, particularmente ibérica y además elementos de origen africano, lo que condujo a lo que se ha denominado como «una forma peculiar de nacionalismo multiétnico» que fue más vigorizada y desarrollada después de la Revolución Mexicana cuando la Constitución de 1917 estableció oficialmente a México como una nación pluricultural indivisible fundada sobre sus raíces indígenas.
Actualmente hay cerca de 12 millones de mexicanos residiendo fuera de México, con cerca de 11.7 millones viviendo en los Estados Unidos, este número también puede incluir individuos que tienen ancestros en México y se autoidentifican como mexicanos sin tener ciudadanía mexicana.

## Historia y definiciones
Mexicano (mexicano) se deriva de la palabra México que a su vez proviene del gentilicio de origen náhuatl "mexica". En el modelo principal para crear demónimos en español, se añade el sufijo -ano al nombre del lugar de origen. El área que hoy es México moderno ha acunado muchas civilizaciones predecesoras, desde los olmecas que influyeron en las últimas civilizaciones de Teotihuacán (200 a. C. a 700 d. C.); el debatido pueblo tolteca que floreció alrededor de los siglos X y XII d. C. y la última gran civilización indígena antes de la conquista española, los aztecas (13 de marzo de 1325 al 13 de agosto de 1521). La lengua náhuatl era una lengua común en la región del México central moderno durante el Imperio Azteca, pero después de la llegada de los europeos y la conquista del imperio azteca la lengua común de la región se convirtió en el español.

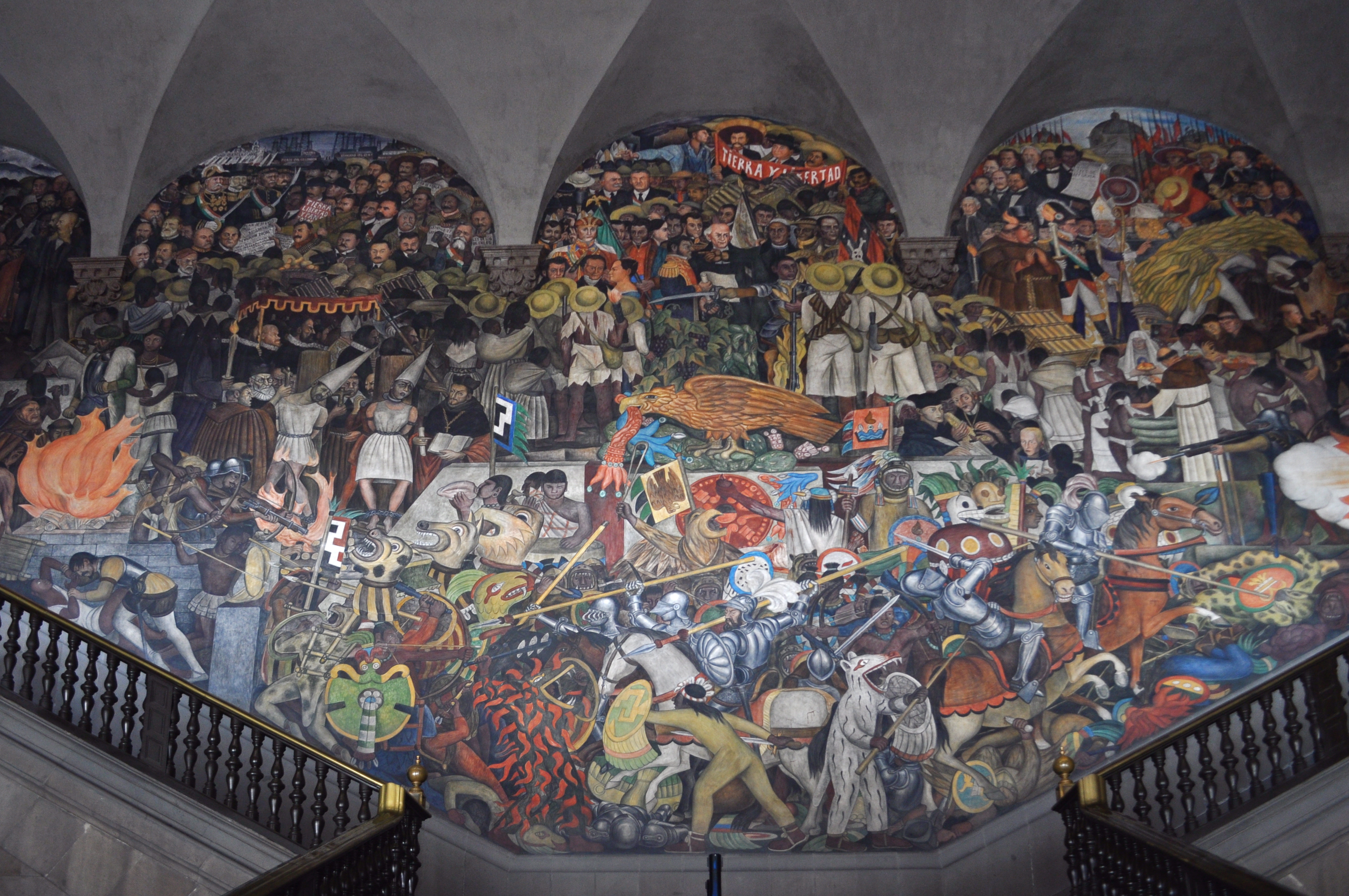
Mural de Diego Rivera en el Palacio Nacional que representa la historia de México desde la Conquista hasta principios del.

Los españoles readministraron la tierra y expandieron su propio imperio más allá de las antiguas fronteras de los aztecas, añadiendo más territorio a la esfera de influencia mexicana que permaneció bajo la Corona Española durante 300 años. El término mexicano como palabra para describir a los diferentes pueblos de la región de México como un solo grupo surgió en el siglo XVI, siendo utilizado por primera vez en el primer documento impreso en Barcelona en 1566 que documentaba la expedición que partió del puerto de Acapulco para encontrar la mejor ruta que favoreciera un viaje de regreso de las Indias Orientales españolas a la Nueva España. El documento decía: "el venturoso descubrimiento que los mexicanos han hecho". Ese descubrimiento llevó a la ruta comercial del galeón de Manila y los "mexicanos" se referían a criollos, mestizos y amerindios aludiendo a una pluralidad de personas que participaron por un fin común: la conquista de Filipinas en 1565. (Gómez M., et al. 56)
Se ha sugerido que el nombre del país deriva de Mextli o Mēxihtli, un nombre secreto para el dios de la guerra y patrón de los mexicas, Huitzilopochtli, en cuyo caso Mēxihco significa "Lugar donde vive Huitzilopochtli". Otra hipótesis sugiere que Mēxihco deriva de las palabras náhuatl para "Luna" (Mētztli) y ombligo (xīctli). Este significado ("Lugar en el Centro de la Luna") podría entonces referirse a la posición de Tenochtitlan en medio del Lago de Texcoco. El sistema de lagos interconectados, del cual Texcoco formaba el centro, tenía la forma de un conejo, que los mesoamericanos asociaban pareidolicamente con la Luna. Otra hipótesis más sugiere que se deriva de Mēctli, la diosa del maguey.

## Grupos étnicos

### Mexicanos mestizos

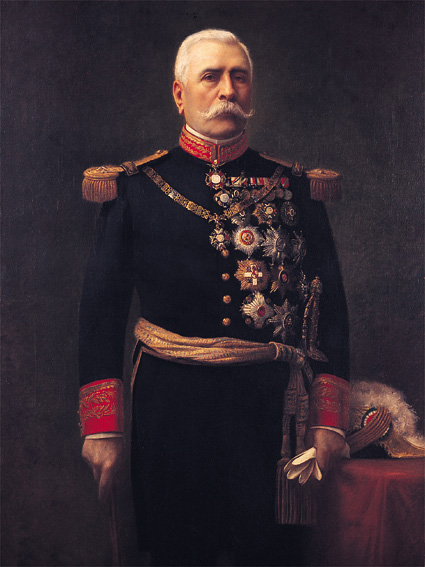
El presidente Porfirio Díaz era de ascendencia mestiza.

Desde principios del siglo pasado, la gran mayoría de los mexicanos han sido clasificados como "mestizos", lo que significa en el uso moderno en México que la población del país no se identifica plenamente ni con ninguna herencia indígena ni con la herencia española, sino que más bien se identifican con rasgos que incorporan elementos de ambas culturas. Debido a los esfuerzos deliberados de los gobiernos posrevolucionarios se construyó la "identidad mestiza" como base de la identidad nacional mexicana a través de un proceso de síntesis cultural denominado mestizaje. Políticos y reformadores mexicanos como José Vasconcelos y Manuel Gamio fueron instrumentales en la construcción de una identidad nacional mexicana con base en este concepto, que tenía como objetivo principal ayudar a que los pueblos indígenas se asimilaran a la cultura mestiza de la sociedad mexicana.
Debido a que la identidad mestiza promovida por el gobierno es una identidad con base en rasgos culturales más que biológicos esta ha tenido fuerte influencia en la realidad social del país, llevando a que históricamente personas blancas e indígenas sean clasificadas como mestizos en censos e investigaciones demgráficas académicas. y personas que no tienen o tienen un porcentaje muy bajo de herencia genética indígena sean consideradas plenamente indígenas al hablar un idioma indígena o al identificarse con un cultura indígena en particular. En ciertas partes de México la palabra mestizo tiene un significado diferente: en la península de Yucatán se usa para referirse a las poblaciones de habla maya que viven en comunidades tradicionales, porque durante la guerra de castas de fines del siglo XIX los mayas que no se unieron a la rebelión fueron clasificados como mestizos, en Chiapas se utiliza la palabra "ladino" en lugar de mestizo.

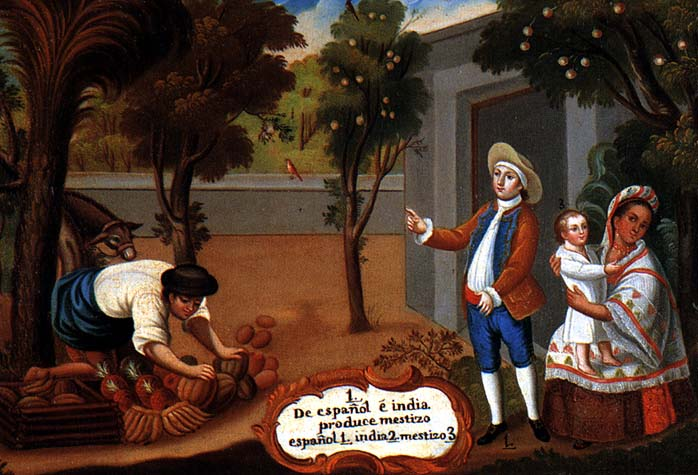
Una pintura de casta del muestra a una mujer indígena con su marido español y su hijo mestizo.

Dado que la palabra mestizo ha tenido diferentes significados a lo largo de la historia de México las estimaciones respecto a qué porcentaje de la población mexicana es mestiza varían ampliamente. Según la Enciclopedia Británica, que utiliza un enfoque basado en la biología, alrededor de tres quintas partes de la población mexicana es mestiza. Un criterio basado en la cultura indica que el porcentaje de mestizos alcanza el 90%. Paradójicamente la palabra mestizo se ha retirado desde hace mucho tiempo del vocabulario popular mexicano, con la palabra incluso teniendo connotaciones peyorativas, lo que complica aún más los intentos de cuantificar a los mestizos a través de la autoidentificación, con categorías raciales más "estables" como lo son blanco, indio, negro etc. siendo usadas más comúnmente.
Si bien durante la mayor parte de su historia el concepto de mestizo y mestizaje ha sido elogiado por los círculos intelectuales de México, en tiempos recientes ha sido blanco de críticas, con sus detractores alegando que deslegitima la importancia de la raza en México bajo la idea de que el racismo "no existe aquí [en México], ya que todos son mestizos". Los autores concluyen que si México introdujera una clasificación racial real y se aceptara como un país multicultural se beneficiaría a la sociedad mexicana en su conjunto.

### Mexicanos blancos

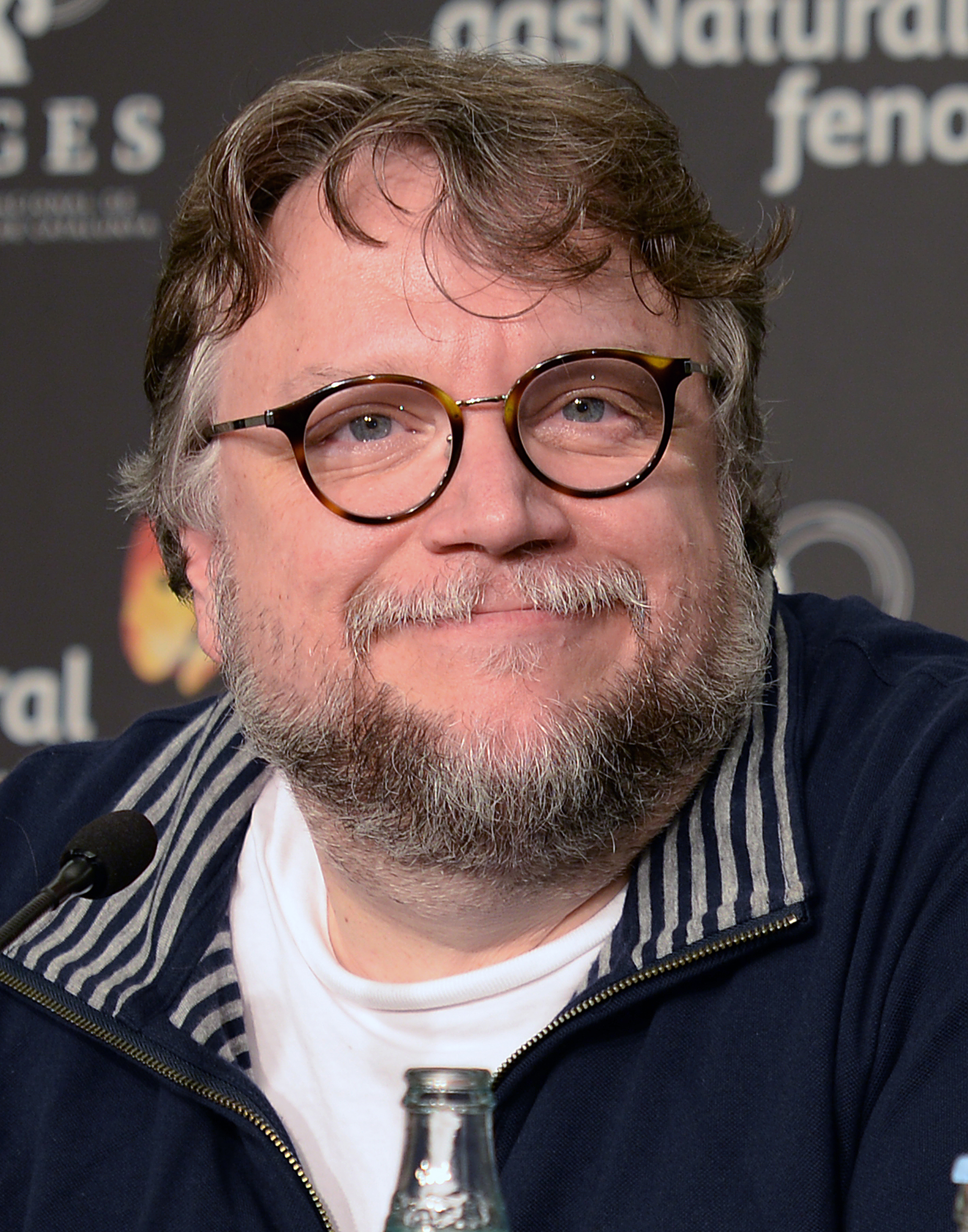
El cineasta Guillermo del Toro tiene ascendencia europea.

Los mexicanos blancos son mexicanos de ascendencia total o predominantemente europea o de Asia Occidental. Los europeos comenzaron a llegar a México durante la conquista española del Imperio azteca; aunque durante el período colonial la mayor parte de la inmigración europea era española, en los siglos XIX y XX emigraron al país poblaciones europeas y de origen europeo procedentes de América del Norte y del Sur. Diversos registros poblacionales de la época colonial señalan que los inmigrantes europeos que llegaron a México no eran exclusivamente hombres; los españoles tampoco formaban parte de una pequeña y poderosa élite, ya que estos eran a menudo el grupo étnico más numeroso en las ciudades coloniales y había trabajadores serviles y personas en situación de pobreza que eran de origen completamente español.

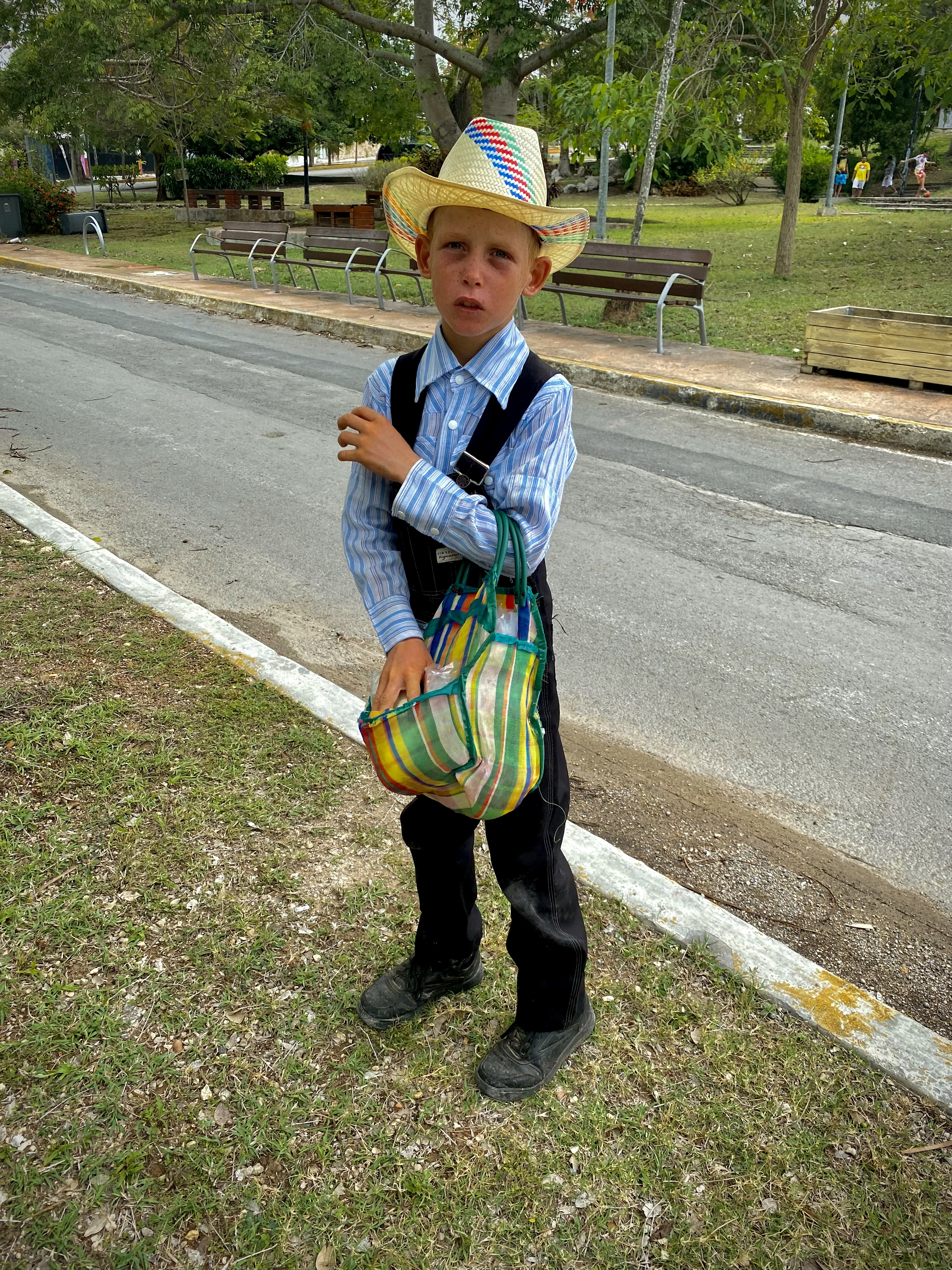
Niño menonita mexicano en Bacalar, Quintana Roo.

Las estimaciones de la población blanca de México difieren enormemente tanto en la metodología como en los porcentajes que se dan. Fuentes extraoficiales como el CIA World Factbook, que utiliza los resultados del censo de 1921 como base de sus estimaciones, calculan que la población blanca de México es de sólo el 10%; sin embargo, los resultados del censo de 1921 han sido cuestionados por varios historiadores y se consideran inexactos en la actualidad. Otras fuentes sugieren porcentajes más elevados: la Enciclopedia Británica los estima en alrededor del 31% de la población, investigaciones de campo que usan como referencia la presencia de rasgos fenotípicos como el cabello rubio para clasificar a un mexicano como blanco como la investigación realizada por la Universidad Autónoma Metropolitana México calculó el porcentaje de dicho grupo étnico en 23%, con una metodología similar, la Asociación Americana de Sociología con una metodología similar la Asociación Americana de Sociología obtuvo un porcentaje de 18.8%, teniendo su mayor frecuencia en la región norte de (22.3%–23.9%) seguida de la región centro (18.4%–21.3%) y la región sur (11.9%). Otro estudio, hecho por el University College London en colaboración con el Instituto Nacional de Antropología e Historia de México rncontró que las frecuencias de cabello rubio y ojos claros en los mexicanos son de 18% y 28% respectivamente.Encuestas que utilizan como referencia el color de la piel como las realizadas por el Consejo Nacional para Prevenir la Discriminación de México, el Instituto Nacional de Estadística y Geografía y fuentes contemporáneas reportan resultados que los estiman en alrededor de un tercio de la población del país. El uso de paletas de colores de piel como criterio primario para estimar los grupos etnoraciales que habitan en un país determinado tiene su origen en las investigaciones realizadas por las Universidades de Princeton y Vanderbilt, que encontraron que era más preciso que la autoidentificación particularmente en América Latina, donde los diferentes discursos que existen respecto a la identidad nacional han hecho que los intentos previos de estimar grupos étnicos sean poco confiables.
Las regiones norte y oeste de México tienen los porcentajes más altos de población blanca, y la mayoría de las personas no tienen mezcla nativa o son de ascendencia predominantemente europea.En el norte y el oeste de México las tribus indígenas eran sustancialmente más pequeñas y, a diferencia de las que se encontraban en el centro y el sur de México, eran en su mayoría nómadas, por lo que permanecían aisladas de los centros de población coloniales y a menudo se producían hostilidades entre ellas y los colonos mexicanos. Esto eventualmente llevó a que la región noreste del país se convirtiera en la región con la mayor proporción de blancos durante el período colonial español, aunque las recientes olas migratorias han estado cambiando sus tendencias demográficas.

### Mexicanos indígenas

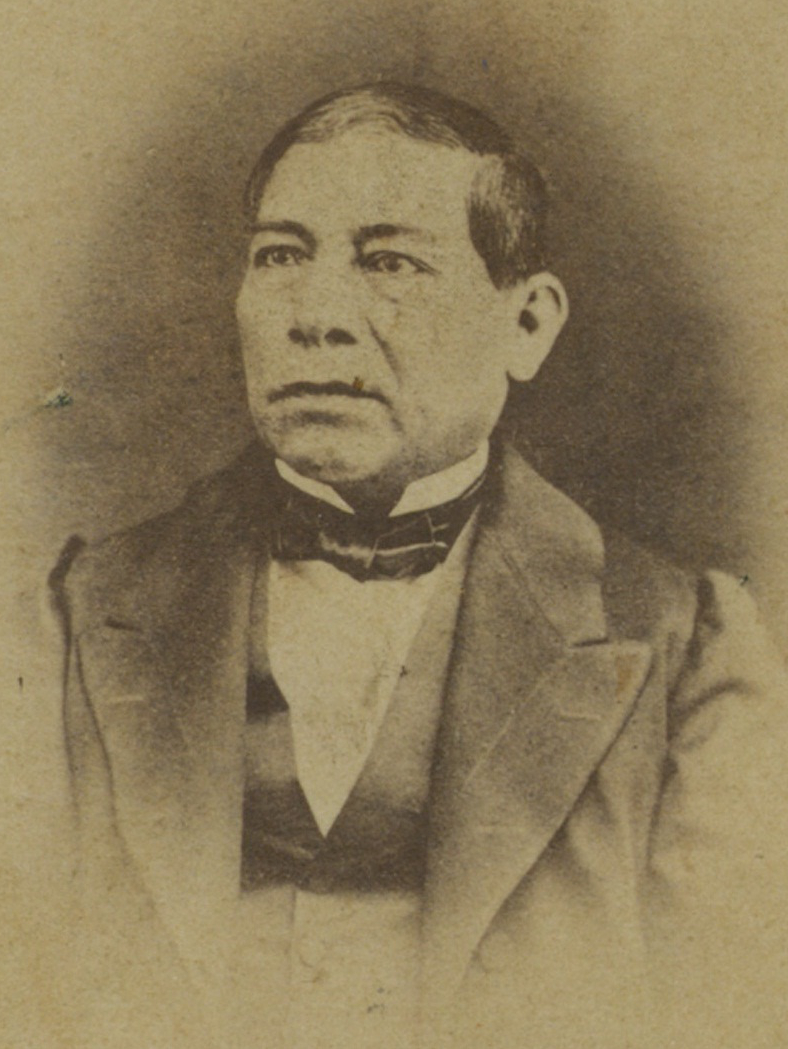
Benito Juárez fue el primer Presidente de ascendencia indígena en México

La Ley General de Derechos Lingüísticos de los Pueblos Indígenas de 2003 reconoce 62 lenguas indígenas como "lenguas nacionales" que tienen la misma validez que el español en todos los territorios en los que se hablan. El reconocimiento de las lenguas indígenas y la protección de las culturas indígenas se otorga no sólo a las etnias indígenas del territorio mexicano actual, sino también a otros grupos indígenas de América del Norte que emigraron a México desde los Estados Unidos en el siglo XIX y a los que emigraron de Guatemala en la década de 1980. De forma similar a lo que sucede con otras etnias en México, la categoría de "indígena" se ha definido con base en diferentes criterios a lo largo de la historia, lo que significa que el porcentaje de la población mexicana definida como "indígena" varía según la definición aplicada, puede definirse según criterios lingüísticos incluyendo sólo a las personas que hablan una lengua indígena, con base a este criterio, aproximadamente el 5.4% de la población es indígena. No obstante, los activistas por los derechos de los pueblos indígenas se han referido al uso de este criterio a efectos censales como "genocidio estadístico".
Recientemente el gobierno mexicano ha realizado encuestas con criterios más generales, incluyendo también a personas que no hablan lenguas indígenas ni viven en comunidades indígenas pero se auto-identifican como indígenas, con este criterio, la Comisión Nacional para el Desarrollo de los Pueblos Indígenas (CDI) y el Instituto Nacional de Estadística y Geografía (INEGI) señalan que en 2010 en México había 15.7 millones de indígenas de diferentes etnias, que constituyen el 14.9% de la población del país. Según la última encuesta intercensal realizada por el gobierno mexicano en 2015, los indígenas representan el 21,5% de la población de México, en esta ocasión, las personas que se autoidentificaron como "indígenas" y las personas que se auto-identificaron como "parcialmente indígenas" fueron clasificadas en la categoría de "indígenas". En el censo nacional de 2020 el 19.4% de la población de México se auto-identificó como indígena, adicionalmente se reportó que 11.8 millones de personas o el 9.36% de la población residía en "hogares indígenas" (hogares donde un jefe, jefa, o ancestro hablaba una lengua indígena).
La mayor parte de la población indígena se concentra zonas rurales de los estados del centro-sur y el sureste de México como lo son Yucatán con 65.2%, Quintana Roo con 33.2% y Campeche con 47.3% de la población siendo indígena, en su mayoría maya; Oaxaca con 69.2% de la población, siendo los grupos más numerosos los pueblos mixteco y zapoteca; Chiapas con 36.8%, la mayoría tseltal y tsotsil maya; Hidalgo con 36.7%, la mayoría siendo otomí; Puebla con 33.2% y Guerrero con 33.1%, la mayoría pueblos nahuas y los estados de Veracruz y San Luis Potosí con poblaciónes indígenas de 26.9% y 20.3% respectivamente, la mayoría de los cuales pertenecen a los grupos totonacos, Nahua y teenek. La población indígena absoluta está creciendo, pero a un ritmo más lento que el resto de la población, por lo que el porcentaje de personas indígenas está disminuyendo. Algunas comunidades indígenas tienen cierto grado de autonomía bajo la legislación de "usos y costumbres", lo que les permite regular algunas cuestiones internas bajo el derecho consuetudinario.

### Mexicanos árabes

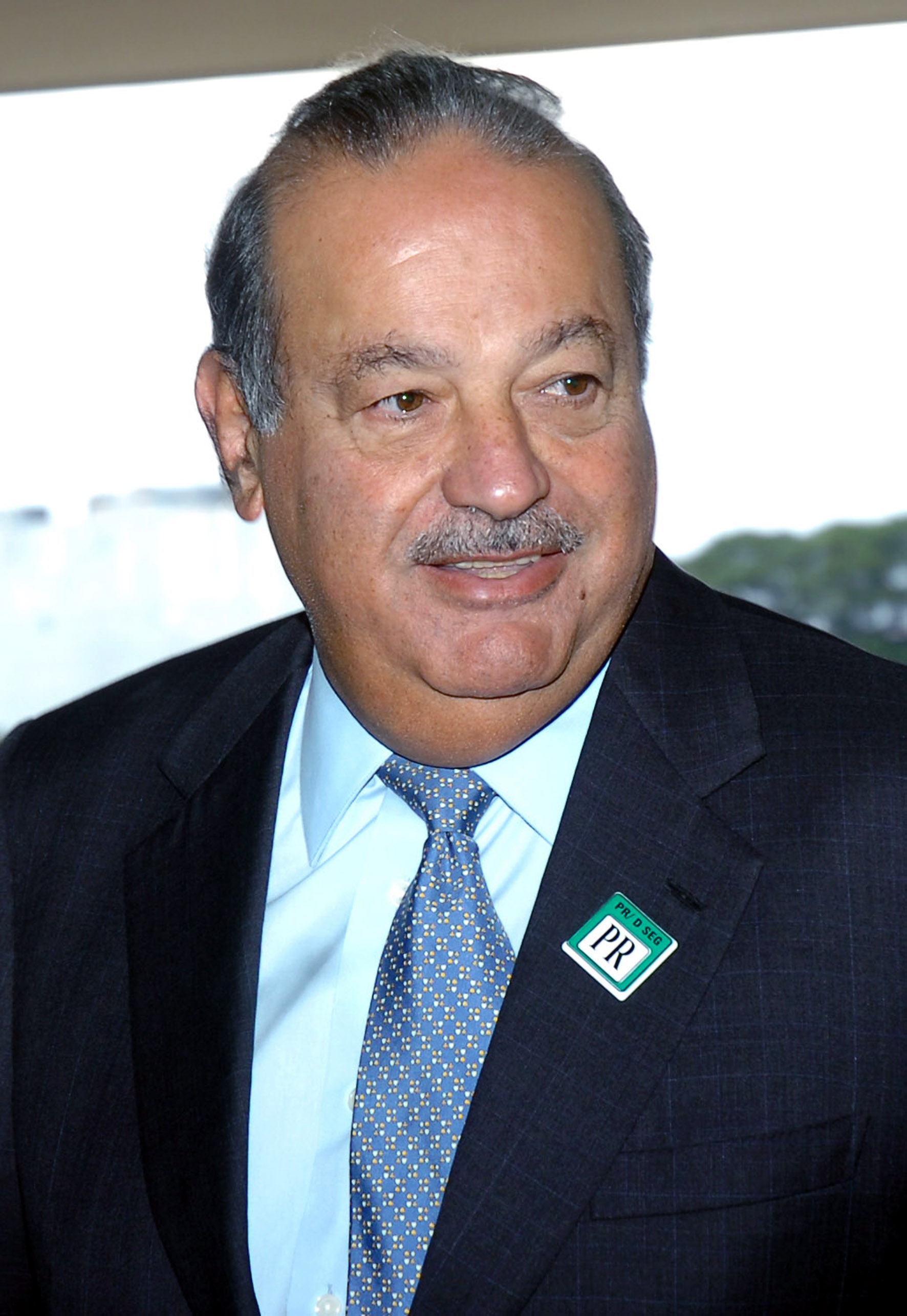
Carlos Slim es de ascendencia libanesa.

Un mexicano árabe es un ciudadano mexicano que tiene orígenes ancestrales de uno o más países que forman las regiones de Oriente medio y el Norte de África. La gran mayoría de los 1.1 millones de mexicanos árabes son de origen libanés, también los hay de origen sirio, iraquí o palestino.  La inmigración árabe ha influido en la cultura mexicana, en particular en cocinas como la yucateca, donde han introducido el Kibbeh, el Tabbouleh e incluso han creado recetas como los Tacos Árabes. Hacia 1765, los Dates (Dátiles), que se originaron en el Medio Oriente, fueron introducidos en México por los españoles.

La inmigración árabe a México comenzó en el siglo XIX y principios del XX cuando aproximadamente 100,000 arabohablantes se asentaron en Nayarit, Puebla, la Ciudad de México y en el norte del país principalmente en los estados de Baja California, Tamaulipas, Nuevo León, Sinaloa, Chihuahua, Coahuila y Durango, así como en las ciudades de Tampico y Guadalajara. Durante la guerra entre Israel y el Líbano en 1948 y durante la guerra de los Seis Días, miles de libaneses abandonaron el Líbano y se fueron a México. Primero llegaron a Veracruz. Aunque los árabes constituían menos del 5% del total de la población inmigrante en México durante la década de 1930, constituían la mitad de la actividad económica de los inmigrantes. Otra concentración de árabe-mexicanos se encuentra en Baja California, frente a la frontera México-Estados Unidos, especialmente en las ciudades de Mexicali, en el Valle Imperial México-Estados Unidos, y Tijuana, frente a San Diego, con una gran comunidad árabe-estadounidense (alrededor de 280.000), algunas de cuyas familias tienen parientes en México. 

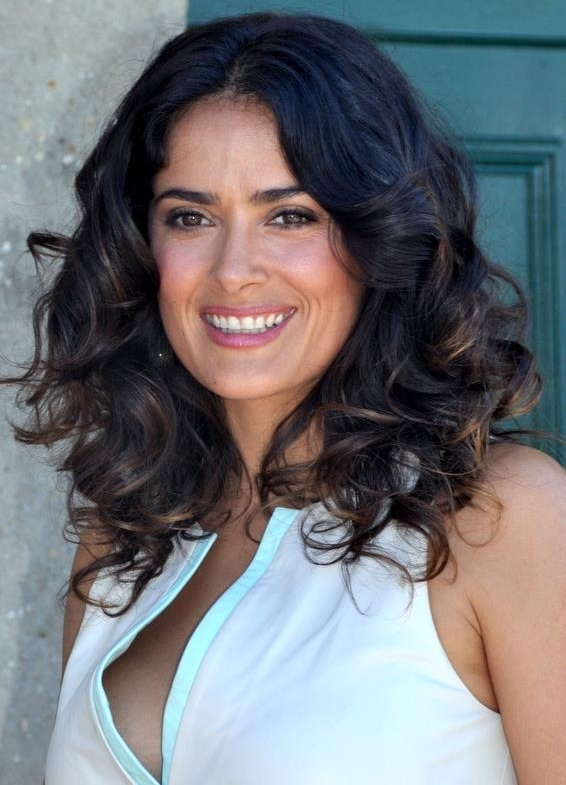
Salma Hayek es una actriz mexicana de origen libanés.

La mayoría de los árabe-mexicanos son cristianos que pertenecen a la Iglesia católica (latina, maronita o de otras Iglesias católicas orientales) o a la Iglesia ortodoxa, un número escaso son musulmanes y judíos de Oriente Medio por lo que el término "mexicano árabe" puede incluir grupos étnicos que de hecho no se identifican como árabes. El número de matrimonios interétnicos en la comunidad árabe independientemente de su afiliación religiosa es muy elevado, la mayoría de los miembros de la comunidad tienen un solo progenitor que tiene origen étnico árabe. Como resultado de esto, la comunidad árabe en México muestra un marcado cambio de idioma, alejándose del árabe. Sólo unos pocos hablan algo de árabe, y ese conocimiento a menudo se limita a unas pocas palabras básicas. En cambio, la mayoría, especialmente los de las generaciones más jóvenes, hablan español como primera lengua. Hoy en día, los apellidos árabes más comunes en México incluyen Nader, Hayek, Ali, Haddad, Nasser, Malik, Abed, Mansoor, Harb y Elías.

### Afromexicanos

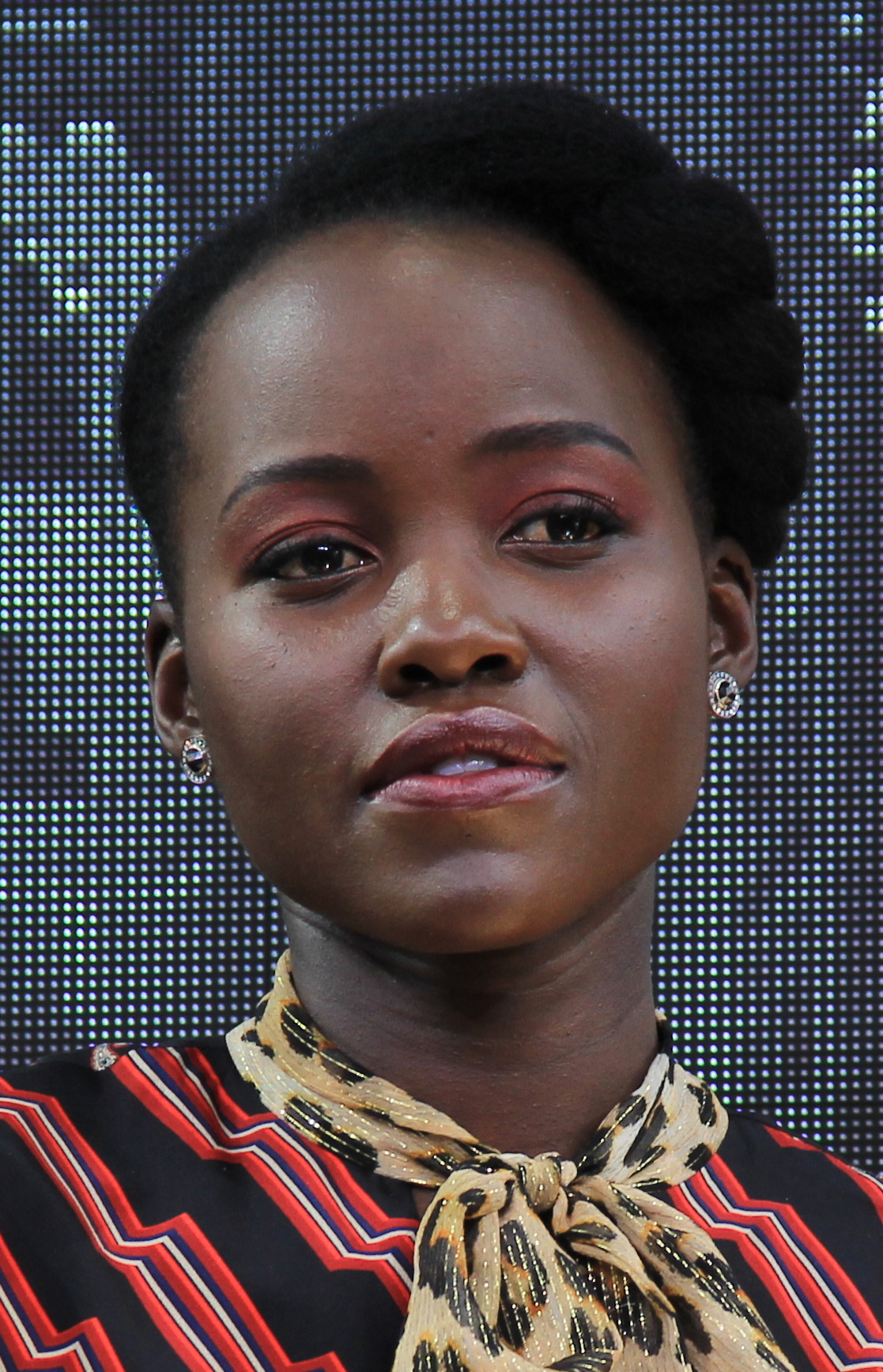
Lupita Nyong'o, actriz mexicana-keniana ganadora de un premio Oscar en 2013.

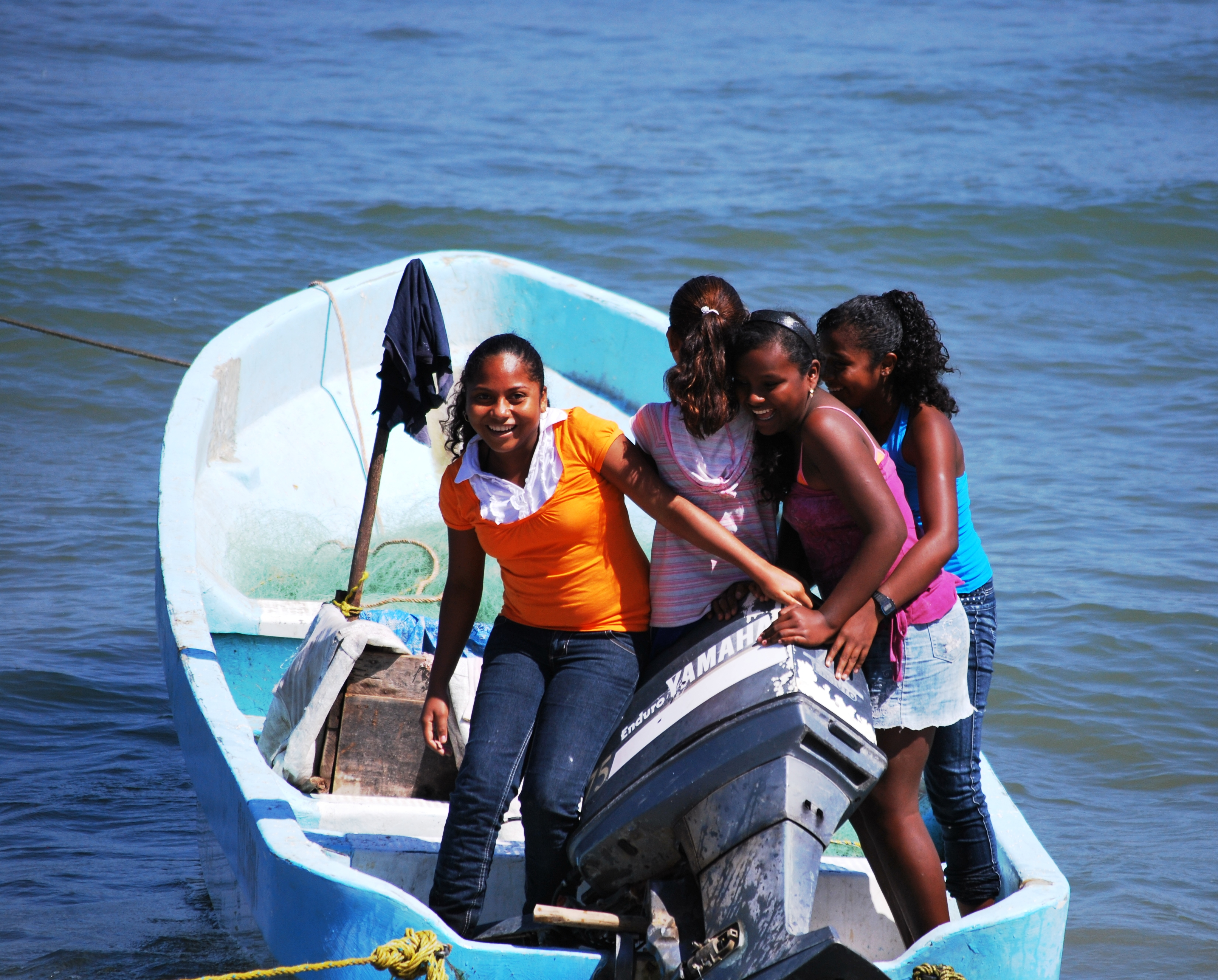
Niñas afromestizas en Punta Maldonado, Cuajinicuilapa, Guerrero

Los mexicanos afrodescendientes o afromexicanos son un grupo étnico que predomina en ciertas áreas de México como la Costa Chica de Oaxaca y la Costa Chica de Guerrero, Veracruz (por ejemplo Yanga) y en algunos pueblos del norte de México. El grupo étnico afromexicanos tiene su origen principalmente en la trata de esclavos que tuvo lugar durante el México colonial, pero debido al gran número de trabajadores indígenas disponibles el número de esclavos africanos que llegaron fue más reducido que en la mayoría de las otras colonias en América. Esto aunado a los matrimonios mixtos con otros grupos étnicos y la influencia del discurso del "mestizaje" que enfatizó el pasado indígena y europeo de México ha eliminando pasivamente al afromexicano de la conciencia popular, tanto en México como en el extranjero. Hoy en día este grupo también incluye a inmigrantes recientes provenientes de África, el Caribe y el resto del continente Americano.
Según la encuesta Intercensal realizada por el gobierno mexicano, los afromexicanos constituyen el 1,2% de la población de México, gran parte de estos son afromestizos, es decir, mestizos con niveles variados de rasgos africanos, lo cual se refleja en el hecho de que 64,9% (896.829) de los mexicanos que se identificaron como afrodescendientes también se identificaron como indígenas, siendo 9,3% hablantes de lenguas indígenas. De acuerdo al censo nacional de 2020, 2,04% de la población son Afromexicanos, Los estados con mayor proporción de afrodescendientes son: Guerrero (8.6%), Oaxaca (4.7%), Baja California Sur (3.3%), Yucatán (3.0%), Quintana Roo (2.8) y Veracruz (2.7%).

### Mexicanos asiáticos

Jóvenes japoneses mexicanos en Monterrey

Los mexicanos asiáticos representan menos del 1% de la población total del México moderno, sin embargo son una notable minoría. Debido a la percepción histórica y contemporánea en la sociedad mexicana de lo que constituye la cultura asiática (asociada con el Lejano Oriente más que con el Cercano Oriente), los mexicanos asiáticos son de ascendencia oriental, del sur y del sureste asiático y los mexicanos de ascendencia asiática occidental no se consideran parte del grupo.

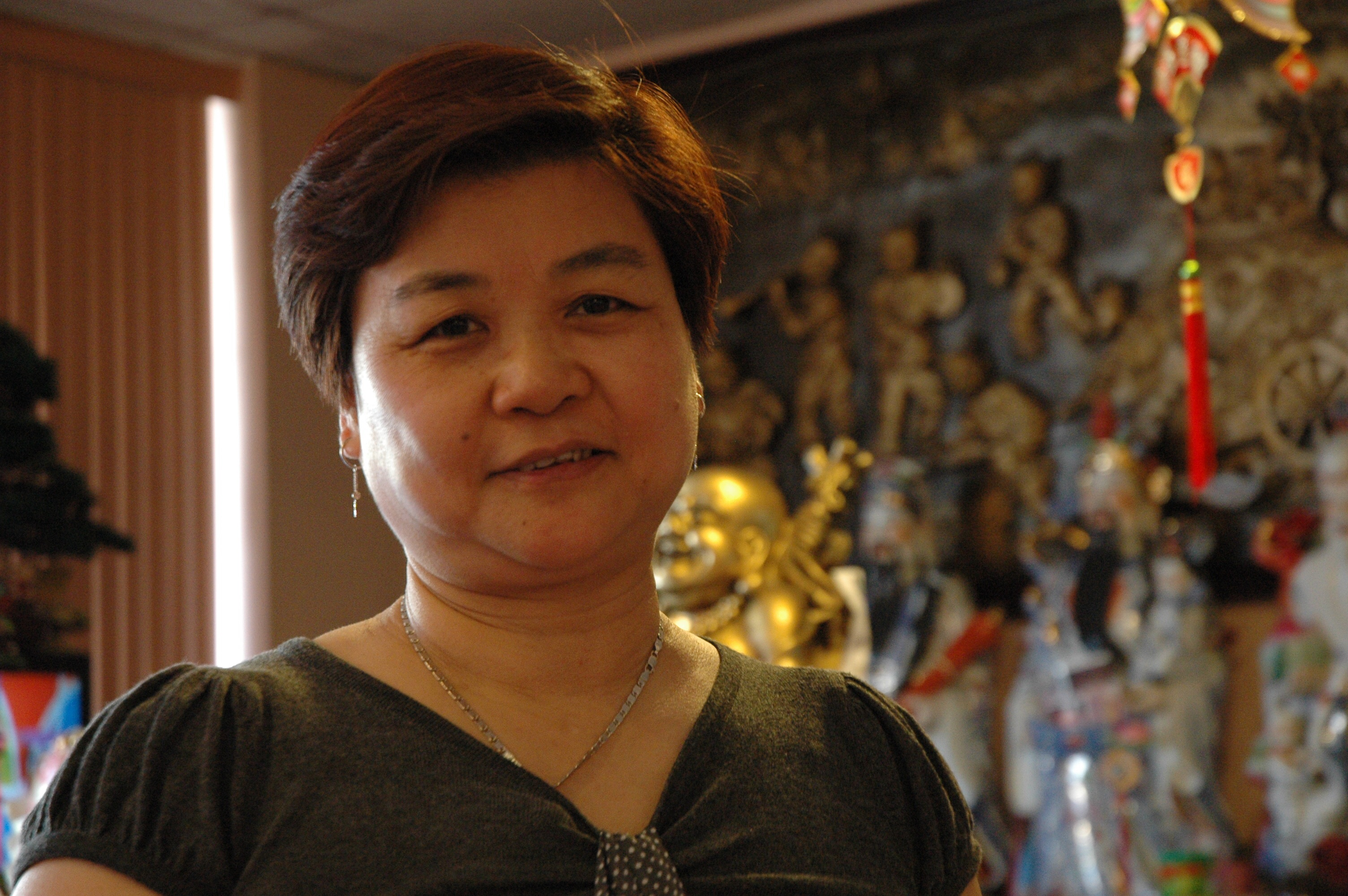
Mujer mexicana de origen chino en Mexicali.

La inmigración asiática comenzó con la llegada de filipinos a México durante el período español. Durante dos siglos y medio, entre 1565 y 1815, muchos filipinos y mexicanos navegaron hacia y desde México y Filipinas como marineros, tripulaciones, esclavos, prisioneros, aventureros y soldados en el Galeón Manila-Acapulco, ayudando a España en su comercio entre Asia y las Américas. También en estos viajes, miles de individuos asiáticos (en su mayoría hombres) fueron traídos a México como esclavos y fueron llamados "Chinos", aunque en realidad no todos venían de China, ya que también había japoneses, coreanos, malayos, filipinos, javaneses, camboyanos, timorenses, y gente de Bengala, India, Ceilán, Makassar, Tidore, Terenate. Un ejemplo notable es la historia de Catarina de San Juan (Mirra), una niña india capturada por los portugueses y vendida como esclava en Manila. Llegó a la Nueva España y finalmente dio origen a la "China Poblana". 
Según un estudio genético realizado por National Geographic, la proporción de ascendencia nativa americana entre los filipinos es del 2%. Tomaron esta ascendencia nativa americana de los mexicanos. En Página 100 de libro, "Intercolonial Intimacies: Relinking Latin/o America to the Philippines, 1898-1964" 35.000 mexicanos eran colonos en una población filipina de sólo 1,5 millones de filipinos. Formando así el 2,33% de la población. Por eso los mexicanos modernos son ahora 2,3 millones en Filipinas.
Los asiáticos se convirtieron en el grupo de inmigrantes de más rápido crecimiento en México desde la década de 1880 hasta la de 1920, pasando de 1,500 en 1895 a más de 20,000 en 1910. Estos primeros individuos no son muy evidentes en el México moderno principalmente por dos razones: la práctica común de los esclavos Chinos de hacerse pasar como Indios con el fin de alcanzar la libertad (ya que los indígenas mexicanos estaban legalmente protegidos de la esclavitud) y, como había ocurrido con gran parte de la población negra de México, durante generaciones la población asiática fue absorbida por la población mestiza en general.

### Censos oficiales
Históricamente, los estudios y censos de población nunca han estado a la altura de los estándares que una población tan diversa y numerosa como la mexicana requiere. El primer censo racial se realizó en 1793, siendo también el primer censo nacional de población de México (entonces conocido como Nueva España). De este, sólo parte de los conjuntos de datos originales sobreviven. Por lo tanto, la mayor parte de lo que se conoce proviene de ensayos realizados por investigadores que utilizaron los hallazgos del censo como referencia para sus propios trabajos. Pasaría más de un siglo hasta que el gobierno mexicano llevara a cabo un nuevo censo racial en 1921 (algunas fuentes afirman que el censo de 1895 incluía una clasificación racial completa, sin embargo, según los archivos históricos del Instituto Nacional de Estadística de México, ese no era el caso). Si bien el censo de 1921 fue la última vez que el gobierno mexicano llevó a cabo un censo que incluyó una clasificación racial integral, en los últimos tiempos ha realizado encuestas a nivel nacional para cuantificar la mayoría de los grupos étnicos que habitan el país, así como la dinámica social y las desigualdades entre ellos.

#### Censo de 1793

Nueva España en 1819 con los límites establecidos en el Tratado Adams-Onís

Conocido también como "Censo de Revillagigedo" debido a que su creación fue ordenada por el conde del mismo nombre, este censo fue el primer censo de población a nivel nacional de México (entonces conocido como el Virreinato de la Nueva España). La mayoría de sus conjuntos de datos originales se han perdido, por lo que la mayor parte de lo que ahora se conoce proviene de ensayos e investigaciones de campo realizados por académicos que tuvieron acceso a los datos del censo y los utilizaron como referencia para sus trabajos, como el geógrafo prusiano Alexander von Humboldt. Cada autor da diferentes estimaciones para cada grupo racial en el país aunque no varían mucho, con europeos que van del 18% al 22% de la población de la Nueva España, mestizos que van del 21% al 25%, indios que van del 51% al 61% y africanos que están entre 6.000 y 10 000. Las estimaciones dadas para la población total van de 3.799.561 a 6.122.354 personas. Se concluye entonces, que a lo largo de casi tres siglos de colonización, las tendencias de crecimiento poblacional de blancos y mestizos fueron uniformes, mientras que el porcentaje total de la población indígena disminuyó a una tasa de 13%-17% por siglo. Los autores afirman que en lugar de que los blancos y mestizos tengan tasas de natalidad más altas, la razón de la disminución de la población indígena radica en que sufren de tasas de mortalidad más altas, debido a que vivían en lugares remotos en lugar de las ciudades y pueblos fundados por los colonos españoles o estaban en guerra con ellos. Es también por estas razones que el número de mexicanos indígenas presenta el mayor rango de variación entre publicaciones, ya que en los casos sus números en un lugar dado fueron estimados en lugar de contados, lo que lleva a posibles sobreestimaciones en algunas provincias y posibles subestimaciones en otras.
| Intendencia/territorio | Población europea (%) | Población indígena (%) | Población mestiza (%) |
| ---------------------- | --------------------- | ---------------------- | --------------------- |
| México                 | 16.9%                 | 66.1%                  | 16.7%                 |
| Puebla                 | 10.1%                 | 74.3%                  | 15.3%                 |
| Oaxaca                 | 06.3%                 | 88.2%                  | 05.2%                 |
| Guanajuato             | 25.8%                 | 44.0%                  | 29.9%                 |
| San Luis Potosí        | 13.0%                 | 51.2%                  | 35.7%                 |
| Zacatecas              | 15.8%                 | 29.0%                  | 55.1%                 |
| Durango                | 20.2%                 | 36.0%                  | 43.5%                 |
| Sonora                 | 28.5%                 | 44.9%                  | 26.4%                 |
| Yucatán                | 14.8%                 | 72.6%                  | 12.3%                 |
| Guadalajara            | 31.7%                 | 33.3%                  | 34.7%                 |
| Veracruz               | 10.4%                 | 74.0%                  | 15.2%                 |
| Villadolid             | 27.6%                 | 42.5%                  | 29.6%                 |
| Nuevo México           | ~                     | 30.8%                  | 69.0%                 |
| Vieja California       | ~                     | 51.7%                  | 47.9%                 |
| Nueva California       | ~                     | 89.9%                  | 09.8%                 |
| Coahuila               | 30.9%                 | 28.9%                  | 40.0%                 |
| Nuevo León             | 62.6%                 | 05.5%                  | 31.6%                 |
| Nuevo Santander        | 25.8%                 | 23.3%                  | 50.8%                 |
| Texas                  | 39.7%                 | 27.3%                  | 32.4%                 |
| Tlaxcala               | 13.6%                 | 72.4%                  | 13.8%                 |

~ Los europeos están incluidos en la categoría mestiza.
Independientemente de las posibles imprecisiones relacionadas con el recuento de los pueblos indígenas que viven fuera de las áreas colonizadas, vale la pena mencionar el esfuerzo que las autoridades de la Nueva España pusieron en considerarlos como súbditos, ya que los censos realizados por otros países coloniales o postcoloniales no consideraban a los indígenas americanos como ciudadanos/súbditos, como por ejemplo los censos realizados por el Virreinato del Río de la Plata sólo contarían a los habitantes de los asentamientos colonizados. Otro ejemplo serían los censos realizados por los Estados Unidos, que no incluyeron a los pueblos indígenas que vivían entre la población general hasta 1860, y a los pueblos indígenas en su conjunto hasta 1900.

#### Censo de 1921
Realizado inmediatamente después de la consumación de la Revolución Mexicana, el contexto social en el que se realizó este censo lo hace particularmente único, ya que el gobierno de la época estaba en proceso de reconstrucción del país y buscaba unir a todos los mexicanos bajo una sola identidad nacional. Los resultados finales del censo de 1921 con respecto a la raza, que afirman que el 59.3% de la población mexicana se autoidentificó como mestiza, el 29.1% como indígena y sólo 9.8% como blanca fueron entonces esenciales para cimentar la ideología del "mestizaje" (que afirma que la población mexicana en su conjunto es producto de la mezcla de todas las razas) que dio forma a la identidad y cultura mexicanas a lo largo del siglo XX y sigue siendo prominente hoy en día, con publicaciones internacionales extraoficiales como The World Factbook usándolas como referencia para estimar la composición racial de México hasta el día de hoy.
Sin embargo, en los últimos tiempos los resultados del censo han sido sometidos al escrutinio de historiadores, académicos y activistas sociales por igual, quienes afirman que alteraciones tan drásticas en las tendencias demográficas con respecto al censo de 1793 no son posibles y citan, entre otras estadísticas, la relativamente baja frecuencia de matrimonios entre personas de diferentes ancestros continentales en el México colonial y de principios de la independencia. Se afirma que el proceso de "mestizaje" patrocinado por el Estado fue más "cultural que biológico", lo que dio como resultado que las cifras del grupo mestizo mexicano se inflaran a expensas de la identidad de las demás razas. Controversias aparte, este censo constituyó la última vez que el Gobierno de México llevó a cabo un censo racial exhaustivo, con los resultados por estados siendo los siguientes (extranjeros y personas que respondieron "otros" no incluidos):
| Unidades Federativas             | Población Mestiza (%) | Población Amerindia (%) | Población Blanca (%) |
| -------------------------------- | --------------------- | ----------------------- | -------------------- |
| Aguascalientes                   | 66.12%                | 16.70%                  | 16.77%               |
| Baja California (Distrito Norte) | 72.50%                | 07.72%                  | 00.35%               |
| Baja California (Distrito Sur)   | 59.61%                | 06.06%                  | 33.40%               |
| Campeche                         | 41.45%                | 43.41%                  | 14.17%               |
| Coahuila                         | 77.88%                | 11.38%                  | 10.13%               |
| Colima                           | 68.54%                | 26.00%                  | 04.50%               |
| Chiapas                          | 36.27%                | 47.64%                  | 11.82%               |
| Chihuahua                        | 50.09%                | 12.76%                  | 36.33%               |
| Durango                          | 89.85%                | 09.99%                  | 00.01%               |
| Guanajuato                       | 96.33%                | 02.96%                  | 00.54%               |
| Guerrero                         | 54.05%                | 43.84%                  | 02.07%               |
| Hidalgo                          | 51.47%                | 39.49%                  | 08.83%               |
| Jalisco                          | 75.83%                | 16.76%                  | 07.31%               |
| Ciudad de México                 | 54.78%                | 18.75%                  | 22.79%               |
| Estado de México                 | 47.71%                | 42.13%                  | 10.02%               |
| Michoacán                        | 70.95%                | 21.04%                  | 06.94%               |
| Morelos                          | 61.24%                | 34.93%                  | 03.59%               |
| Nayarit                          | 73.45%                | 20.38%                  | 05.83%               |
| Nuevo León                       | 75.47%                | 05.14%                  | 19.23%               |
| Oaxaca                           | 28.15%                | 69.17%                  | 01.43%               |
| Puebla                           | 39.34%                | 54.73%                  | 05.66%               |
| Querétaro                        | 80.15%                | 19.40%                  | 00.30%               |
| Quintana Roo                     | 42.35%                | 20.59%                  | 15.16%               |
| San Luis Potosí                  | 61.88%                | 30.60%                  | 05.41%               |
| Sinaloa                          | 98.30%                | 00.93%                  | 00.19%               |
| Sonora                           | 41.04%                | 14.00%                  | 42.54%               |
| Tabasco                          | 53.67%                | 18.50%                  | 27.56%               |
| Tamaulipas                       | 69.77%                | 13.89%                  | 13.62%               |
| Tlaxcala                         | 42.44%                | 54.70%                  | 02.53%               |
| Veracruz                         | 50.09%                | 36.60%                  | 10.28%               |
| Yucatán                          | 33.83%                | 43.31%                  | 21.85%               |
| Zacatecas                        | 86.10%                | 08.54%                  | 05.26%               |

Cuando se comparan los resultados del censo de 1921 con los resultados de los censos recientes de México, así como con la investigación genética moderna, se encuentra una alta consistencia en lo que respecta a la distribución de los mexicanos indígenas en todo el país, con los estados ubicados en el sur y el sureste de México teniendo ambos, los porcentajes más altos de población que se autoidentifican como indígenas y los porcentajes más altos de ascendencia genética amerindia. Sin embargo, eso no pasa con los mexicanos europeos, ya que hay casos en los que estados que han demostrado tener una ascendencia europea considerablemente alta por investigación científica tienen poblaciones blancas muy pequeñas en el censo de 1921, siendo el caso más extremo el del estado de Durango, en el que el mencionado censo afirma que sólo 0.01% de la población del estado (33 personas) se autoidentificó como "blanca", mientras investigación científica moderna muestra que la población de Durango tiene frecuencias genéticas similares a las encontradas en los pueblos europeos (la población indígena del estado tampoco muestra casi ninguna mezcla extranjera). Varios autores teorizan que la razón de estas inconsistencias puede estar en la identidad mestiza promovida por el gobierno mexicano, la cual, según se informa, llevó a personas que no son biológicamente mestizas a identificarse como tales.

#### En la actualidad

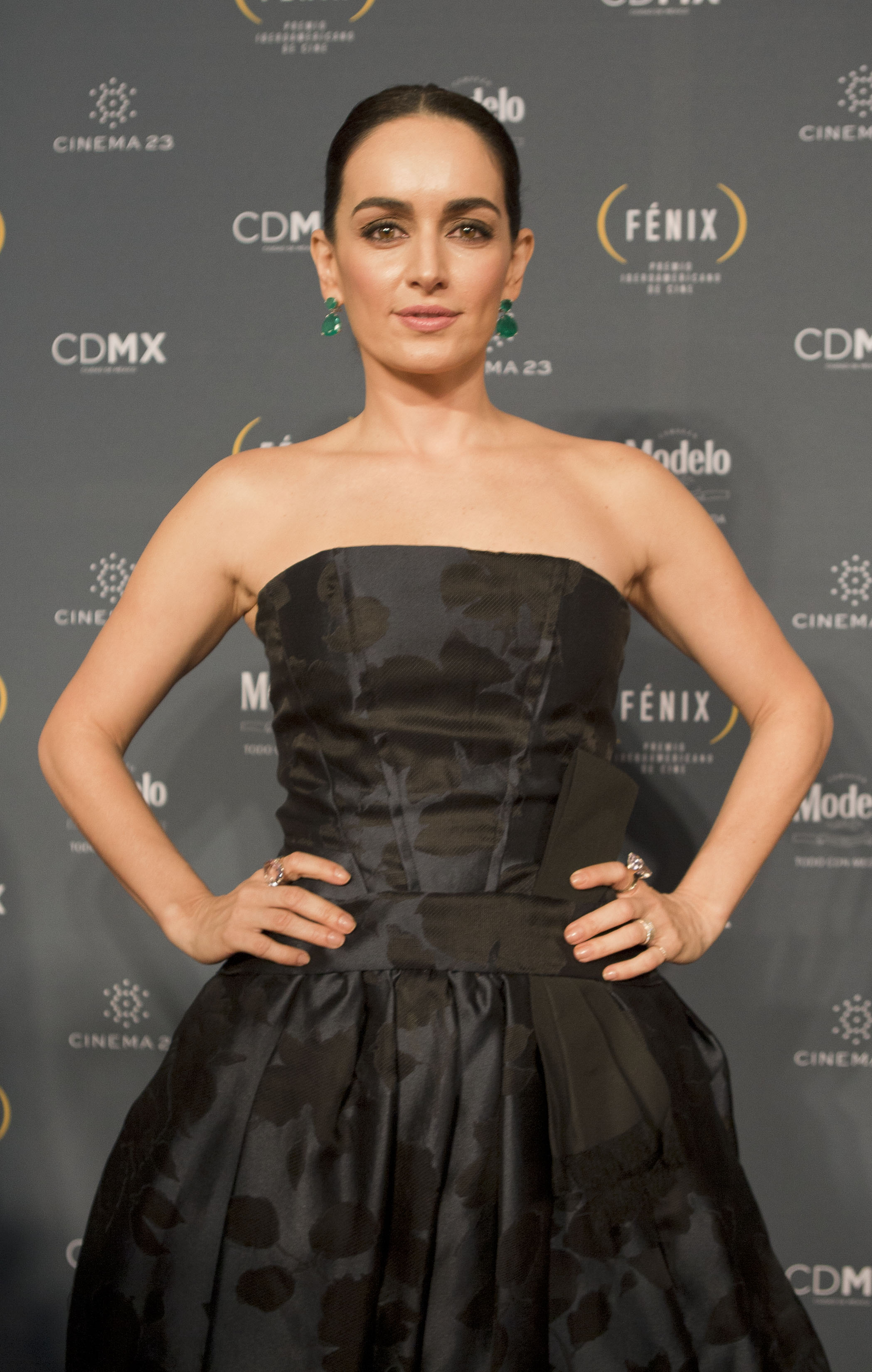
Ana de la Reguera, actriz mexicana

Desde el final de la Revolución mexicana, la identidad oficial promovida por el gobierno mexicano ha sido la del mestizo (una mezcla de culturas y herencias europeas e indígenas) establecida con la intención original de eliminar divisiones y crear una identidad unificada que permitiera a México modernizarse e integrarse con la comunidad internacional. Aunque hoy en día la gran mayoría de la población del país se considera mexicana, las diferencias en rasgos físicos y apariencia siguen jugando un papel importante en las interacciones sociales cotidianas, tomando esto en cuenta, en los últimos tiempos el gobierno de México ha comenzado a realizar investigaciones étnicas para cuantificar los diferentes grupos étnicos que habitan el país con el objetivo de reducir las desigualdades sociales entre ellos. Según estas recientes investigaciones, el 19.4% de la población de México se autoidentifica como indígena y el 2.04% se autoidentifica como afromexicano, no existe un censo definitivo que cuantifique a los mexicanos blancos, con estimaciones del gobierno y fuentes contemporáneas reportando resultados que los estiman en alrededor de un tercio de la población del país, cifra que se basa en rasgos fenotípicos como el color de la piel en lugar de la autoidentificación de la ascendencia.
En términos muy generales, las relaciones étnicas pueden organizarse en torno a un eje entre los dos extremos del patrimonio cultural europeo y amerindio, que es un remanente del sistema de castas español que clasificaba a los individuos en función de su nivel percibido de mezcla biológica entre los dos grupos, aunque dicha dinámica se ha vuelto fluida, mezclando rasgos socioculturales y económicos con rasgos fenotípicos, permitiendo que los individuos se muevan entre categorías y definan sus identidades étnicas y raciales situacionalmente, la presencia en el país de poblaciones de tamaño considerable de origen africano y asiático vuelven dichas dinámicas más complejas. A pesar de que existe una gran variación en los fenotipos entre los mexicanos, la apariencia europea todavía es fuertemente preferida en la sociedad mexicana, con la piel más clara recibiendo una atención más positiva, ya que se asocia con atributos positivos como lo son el dinero, la modernidad y la clase social alta. En contraste, la ascendencia indígena a menudo se asocia con tener una clase social inferior, así como con niveles más bajos de educación. Estas distinciones son más fuertes en la Ciudad de México, donde se localizan las élites más poderosas del país.

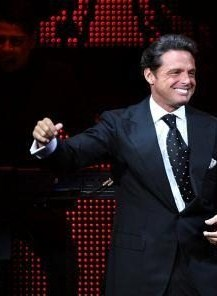
Luis Miguel, cantante mexicano

Aunque el gobierno mexicano no utilizó oficialmente términos raciales relacionados con personas europeas o blancas durante casi un siglo (reanudándolos después de 2010), los conceptos de "gente blanca" (conocidos como güeros o blancos en el español mexicano) y de "ser blanco" no desaparecieron y todavía están presentes en la cultura mexicana cotidiana: en la sociedad mexicana se utilizan diferentes modismos raciales que sirven como términos mediadores entre grupos raciales. No es extraño ver a vendedores ambulantes llamar güero o güerito a un cliente potencial, a veces incluso cuando la persona no es de piel clara. En este caso se utiliza para iniciar una especie de familiaridad, pero en casos en los que las tensiones sociales/raciales son relativamente altas, puede tener el efecto contrario. La falta de una línea divisora clara entre mexicanos blancos y mestizos ha vuelto el concepto de raza relativamente fluido, con el estatus socioeconómico teniendo influencia en la percepción racial de una persona. Sin embargo, sociólogos e historiadores contemporáneos coinciden en que, dado que el concepto de "raza" tiene un fundamento psicológico más que biológico y a los ojos de la sociedad un mestizo con un alto porcentaje de ascendencia europea es considerado "blanco" y un mestizo con un alto porcentaje de ascendencia indígena es considerado "indio", se debe permitir que una persona se identifique con un grupo étnico con el que sienta pertenencia, aunque biológicamente no pertenezca completamente a él.

## Estudios Genéticos
| Ascendencia genética de los mexicanos según varias fuentes |
| ---------------------------------------------------------- |
|                                                            |
| Europeo (50%) Amerindio (45%) Africano (5%)                |

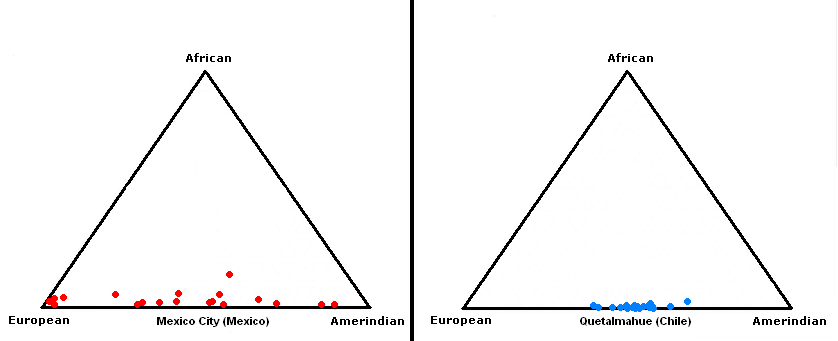
Comparación hecha por (Wang et al, 2008), entre Ciudad de México y la comunidad indígena de Quetalmahue, en Chile.

Los estudios políticos en México se pueden dividir en tres grupos: estudios realizados con personas que se autoidentifican como mestizos, estudios realizados con mexicanos indígenas y estudios realizados en la población mexicana en general, no se han realizado estudios que se en mexicanos de ascendencia europea o africana. Los mexicanos que se identifican como mestizos son principalmente de ascendencia europea e indígena americana. El tercer componente más grande es el africano, legado de la esclavitud en la Nueva España (que vio la importación de unos 100.000 -200.000 esclavos negros). Sin embargo, los genetistas teorizan que en regiones de México que no tenían presencia de esclavos, los rastros de la ascendencia africana podrían provenir de colonos españoles y no de los propios esclavos africanos, ya que dicha ascendencia tiene su origen en el norte de África y el Cercano Oriente. Dependiendo de la región, algunos mestizos pueden tener pequeños rastros de herencia asiática debido a los miles de filipinos y chinos (esclavos asiáticos de origen diverso, no sólo chinos) que llegaron a la Nao de China. La inmigración asiática más reciente (específicamente la china) puede ayudar a explicar la contribución relativamente alta de Asia en el noroeste de México (por ejemplo, Sonora).
Según el promedio de diversos estudios, los mexicanos son en promedio una mezcla de 50% europeo, 45% amerindio, y 5% africano. Sin embargo, esto varía mucho según la metodología y el estudio, algunos apuntan hacia una mayor mezcla amerindia mientras que otros apuntan hacia una mayor mezcla europea. La mezcla varía según la región, la riqueza e incluso el estudio. Sin embargo, se puede evaluar en general que los mexicanos (en promedio) son una mezcla uniforme de nativos americanos y europeos con una contribución africana menor, sin que ni los europeos ni los nativos sean más dominantes en la mezcla genética. 
Según estos estudios, la mezcla nativa es más dominante en las regiones central y sur de México, mientras que la mezcla europea es más dominante en las regiones occidental y norte de México. Los mestizos y amerindios tienden a tener una mezcla amerindia ligeramente más dominante, mientras que los mexicanos considerados blancos tienden a tener una mezcla europea dominante.

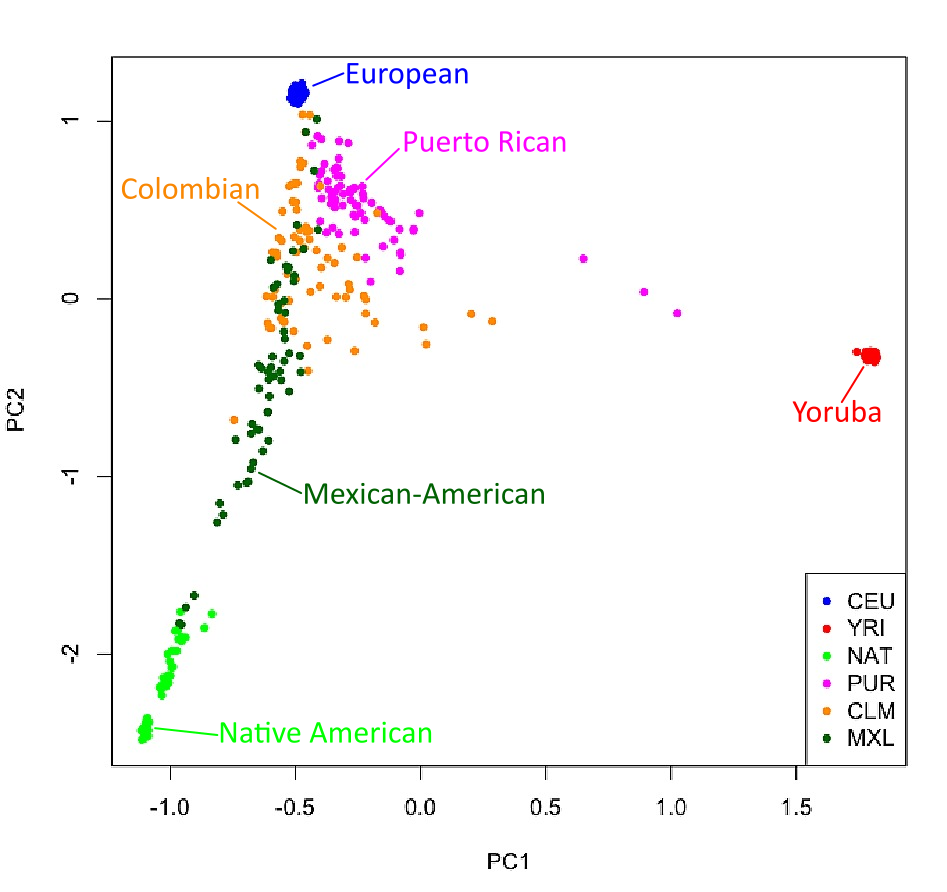
Análisis de componentes principales de los genomas humanos modernos de África y Eurasia. Los mexicanos se encuentran ubicados a lo largo de una clina entre el grupo de los "nativos americanos" (o "asiáticos") y el grupo de los europeos.

Según numerosos estudios, en promedio el mayor componente ancestral genético en mexicanos que se identifican a sí mismos como mestizos es el indígena; aunque la diferencia de incidencia entre los compuestos indígenas y europeos es relativamente pequeña, con ambos usualmente representando más del 40% de su composición genética. En los estudios realizados sobre la población general mexicana (es decir, estudios en los que no existe otro tipo de autoidentificación que el de ser "mexicano") el componente genético ancestral europeo tiende a superar al compuesto indígena. Dicho incremento es más pronunciado en las investigaciones sobre la ascendencia materna cromosómica, ya que mientras que en los estudios realizados sobre mestizos autoidentificados la ascendencia materna europea es tan sólo del 5%, en los estudios realizados sobre la población general mexicana la ascendencia materna europea aumenta en más de 40 puntos, siendo del 46%, lo que sugiere que hoy en día un segmento considerable de la población de México queda fuera cuando un estudio utiliza como muestras sólo a personas que se consideran a sí mismas como mestizas. Los estudios genéticos realizados sobre indígenas mexicanos revelan una ascendencia indígena predominante, pero con variaciones más altas de lo esperado en los componentes ancestrales europeos y africanos. Las investigaciones existentes sugieren que la ubicación geográfica juega un papel más significativo en la determinación de la composición genética de la persona indígena promedio que los rasgos culturales, un ejemplo de esto es la población indígena de Tlapa en el estado de Guerrero que a pesar de que en su mayor parte habla español y tiene las mismas costumbres culturales que los mexicanos no indígenas, muestra una ascendencia indígena del 95%. En contraste, los pueblos indígenas de habla nahua del estado de Veracruz tienen una ascendencia media europea del 42% y una ascendencia africana del 22%.

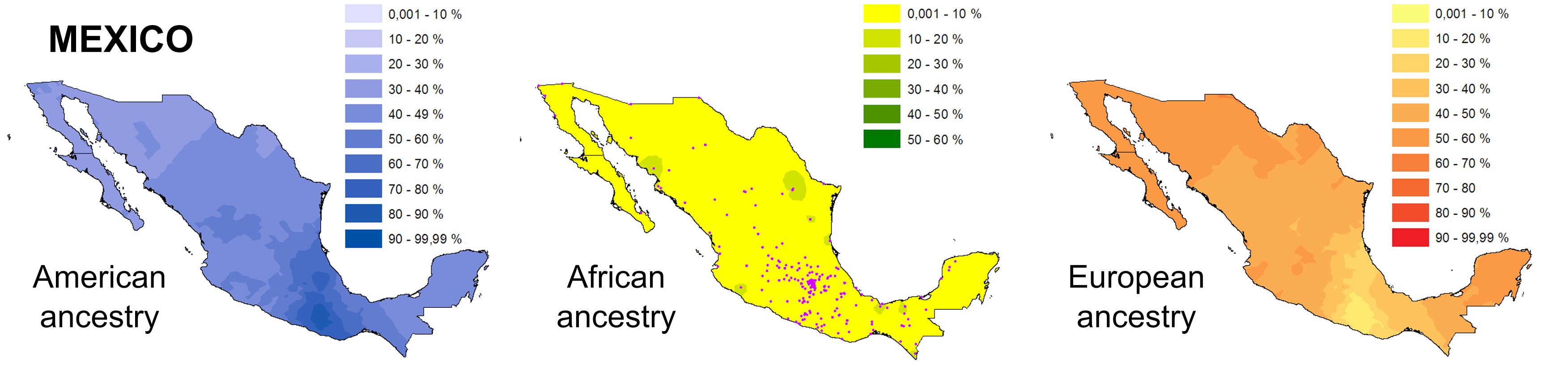
Variación regional de la composición genética mexicana según Ruiz-Linares et al, 2014, cada punto en el mapa central representa a un voluntario que participó en el estudio con la mayoría siendo de la ciudad de México y el sur de México.

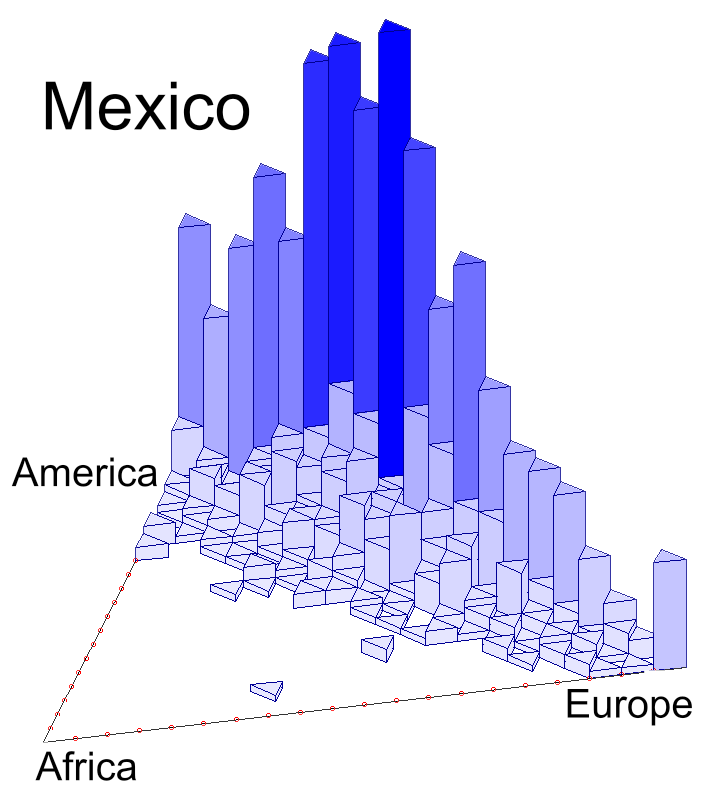
Coordenadas de mezcla étnica, y su frecuencia o recurrencia según Ruiz-Linares (mismo estudio que la imagen anterior).

La ideología del mestizaje, que ha desdibujado las líneas de raza a nivel institucional, también ha tenido una influencia significativa en los estudios genéticos realizados en México: Como los criterios utilizados en los estudios para determinar si un mexicano es mestizo o indígena a menudo se basan en rasgos culturales como la lengua hablada en lugar de la autoidentificación racial o una selección basada en el fenotipo, existen estudios en los que poblaciones que son clasificadas como indígenas por virtud de la lengua hablada muestran un mayor grado de mezcla genética europea que poblaciones consideradas mestizas en otros estudios. Lo contrario también ocurre, ya que hay casos en que las poblaciones clasificadas como mestizas presentan frecuencias genéticas muy similares a las de europeos continentales en el caso de los mestizos del estado de Durango o a las de los estadounidenses de ascendencia europea en el caso de los mestizos del estado de Jalisco.
Un estudio realizado en 2006 por el Instituto Nacional de Medicina Genómica de México (INMEGEN), que genotipó 104 muestras, informó que los mexicanos mestizos son 58.96% europeos, 35.05% "asiáticos" (principalmente amerindios), y 5.03% otros. De los seis estados que participaron en el Estudio, el estado de Sonora mostró que la ascendencia europea más alta era de aproximadamente 70%, mientras que el estado de Guerrero presentaba la ascendencia europea más baja, de alrededor de 50%.
Según un informe de 2009 del Proyecto Genoma Mexicano, que muestreó a 300 mexicanos que se autoidentificaron como mestizos de seis estados mexicanos y un grupo indígena, se calculó que el acervo genético de la población mexicana era de 55.2% de indígenas, 41.8% de europeos, 1.0% de africanos y 1.2% de asiáticos.

Estados de México por densidad de población

Un estudio autosómico realizado en mestizos de las tres ciudades más grandes de México reportó que los mestizos de la Ciudad de México tenían en promedio un 50% de ascendencia europea, 1% de ascendencia africana y 49% de ascendencia amerindia, mientras que los mestizos de las ciudades de Monterrey y Guadalajara tenían en promedio un 60% de ascendencia europea y un 40% de ascendencia indígena.
Un estudio autosómico realizado en mexicanos de los estados de Nuevo León, Zacatecas y San Luis Potosí encontró que el promedio de ascendencia indígena era del 22% mientras que el 78% de la ascendencia genética era de origen español/europeo. Los datos también muestran que las generaciones más jóvenes tienen una mayor mezcla de nativos americanos en comparación con las generaciones anteriores. En el informe, la generación más antigua tenía un promedio total de 91.14 % de ascendencia española/europea.
Un estudio autosómico realizado en la Ciudad de México reportó que la ascendencia media de los mestizos mexicanos era 57% europea, 40% amerindia y 3% africana.
Estudios adicionales sugieren una tendencia que relaciona un aditivo europeo más alto con un estatus socioeconómico más alto y una ascendencia amerindia más alta con un estatus socioeconómico más bajo: un estudio realizado exclusivamente con mestizos de bajos ingresos que residen en la Ciudad de México encontró que el aditivo promedio era de 0.590, 0.348 y 0.062 para amerindios, europeos y africanos respectivamente, mientras que el aditivo europeo se incrementó a un promedio de alrededor del 70% en mestizos que pertenecían a un nivel socioeconómico más alto.

Estados de México por número de habitantes

Un estudio genético autosómico que incluyó los estados de México, Morelos, Puebla, Querétaro y la Ciudad de México determinó que el promedio de ascendencia de la región central de México era del 52% europeo, 39% amerindio y 9% africano.
Un estudio sanguíneo, hecho a partir de 114 polimorfismos por el Instituto de Investigación en Genética Molecular de la Universidad de Guadalajara, en una muestra genéticamente heterogénea, proveniente de los estados de Sinaloa, Jalisco, la Ciudad de México y Yucatán dio como resultado un 70,2%-46,2% de genes amerindios; un 25,4%-48,7% de genes europeos; y entre un 5,2% a un 2,8% de genes africanos (Martínez-Cortés et al, 2017).
Un estudio realizado por el University College de Londres a nivel nacional, determinó un promedio de genética mexicana en 56,0% amerindia; 37,0% europea; 5,0% africana (Ruiz-Linares et al, 2014). En 2015 Rodrigues-Moura et al realizó un metaanálisis con las mismas muestras de este estudio y obtuvo 31% de ascendencia europea, 6% africana y 62% de ascendencia amerindia.
Un estudio genético autosómico realizado en el pueblo de Metztitlán en el estado de Hidalgo reportó que la ascendencia genética promedio de la población autóctona (indígena) del pueblo era 64% amerindia, 25% europea y 11% africana.
Un estudio publicado en 2012 por el Journal of Human Genetics Y cromosomes encontró que la ascendencia paterna profunda de la población mestiza mexicana es predominantemente europea (64.9%), seguida por los amerindios (30.8%) y asiáticos (1.2%). El cromosoma Y europeo fue más prevalente en el norte y el oeste (66.7-95%) y la ascendencia nativa americana aumentó en el centro y sureste (37-50%), la ascendencia africana fue baja y relativamente homogénea (0-8.8%). Los estados que participaron en este estudio fueron Aguascalientes, Chiapas, Chihuahua, Durango, Guerrero, Jalisco, Oaxaca, Sinaloa, Veracruz y Yucatán. La mayor cantidad de cromosomas encontrados fueron identificados como pertenecientes a haplogrupos de Europa Occidental, Europa Oriental y Eurasia, Siberia y las Américas y Europa del Norte con rastros relativamente más pequeños de haplogrupos de Asia Central, Sudeste Asiático, Sudeste Asiático, Sudeste Asiático, Asia Occidental, Cáucaso, Norte de África, Cercano Oriente, Este Asiático, Norte de Asia, Suroeste Asiático y Medio Oriente.

#### Estudios etiológicos
Los estudios etiológicos son aquellos estudios genéticos en los que los voluntarios tienen una enfermedad o una condición de salud específica. Los estudios etiológicos se pueden dividir en dos: (1) aquellos en que el padecimiento es de específica o baja prevalencia, y que están asociados fundamentalmente a herencia/composición genética; y (2) aquellos padecimientos que poseen una recurrencia masiva, donde los factores medioambientales y costumbristas pasan a ser sus principales justificantes, habiendo en determinados casos, aspectos socioeconómicos y culturales también involucrados. Por estas razones, los estudios que aquí se incluyen no representan la composición genética de la población mexicana en general, sino sólo la composición genética del porcentaje la población mexicana que padece estas dolencias. 
Para el primer caso se consideran ejemplos como el cáncer de próstata. En un segundo caso, o más bien, un caso intermedio entre el primero y el segundo, se cita a la diabetes mellitus tipo 2, padecimiento no hereditario que representa el 95% de todos los tipos de diabetes y es padecida por el 15,8% de la población mexicana, en la cual tiene influencia la mala alimentación y el sedentarismo (aproximadamente 33,3% de los mexicanos sufren obesidad, y el 71,2% obesidad o sobrepeso). Como nota, se ha planteado como hipótesis el posible vínculo genético entre componente americano y su mixturado, con la diabetes, y si bien los estudios muestran evidencia correlativa, los mismos no han diferenciado claramente el peso genético de la implicación costumbrista en su manifestación. Completamente en un segundo caso, se puede citar enfermedades como el asma, cuya prevalencia es cercana al 10,8% de la población, y que es propiciado por condiciones ambientales, como el cambio climático y factores comúnmente alérgenos como el polen, o costumbristas como la mala higiene doméstica o el tabaquismo. Dentro de este segundo numerosas fuentes observan relación entre la clase social y estos padecimientos, con personas de clases medias y bajas teniendo una mayor predisposición a padecerlas, lo que en México representa entre un 55,0% (clase baja y media baja) y un 69,0% (clase baja y distintos tipos de clase media) de la población, aunque esto no significa que todos los mexicanos que pertenecen a estos estratos vayan a padecer estas enfermedades, como tampoco significa que las clases altas no padezcan estas enfermedades. En cualquier caso, se considera que las tasas de asma y diabetes se han mantenido estables en tiempos recientes.
- 69,5% amerindia; 27,3% europea; 3,2% africana, para niños enfermos de asma en la Ciudad de México (Hancock et al, 2009).[148]
- 61,0% amerindia; 37,0% europea; 2,0% africana para la Ciudad de México, a partir de 128 AIMs, hecho en mexicanos que sufren asma (Kosoy et al, 2009).[149]
- 65,0% amerindia; 30,0% europea; 5,0% africana para la Ciudad de México, a partir de 69 AIMs, hecho en mexicanos que sufren diabetes mellitus tipo 2 (Martínez-Marignac et al, 2007).[150]
- 56,0% amerindia; 38% europea; 6% africana para el noreste de México, a partir de 74 AIMs, estudio hecho en el estado de Nuevo León en el marco de una campaña de salud pública para la detección de cancer de próstata en mexicanos (Martínez-Fierro et al, 2009).[151]

#### Estudios por conglomerado étnico, clase social y línea de herencia
Esta sección está compuesta por estudios genéticos cuya selección de muestra presento algún tipo de sesgo. Entre los estudios que se incluyen figuran estudios en los que las muestras se autoidentificaron con una etnia en particular, así como estudios de línea de herencia cromosómica. Asimismo es importante tener en cuenta que aunque a veces se afirma que los mestizos son la mayoría de la población mexicana, llegando estos a ser 80%-93%, en la práctica ha sido observado que muchos mexicanos en realidad no se identifican como mestizos cuando se les pregunta directamente por su identidad etno-racial.
En mestizos:
- En 2012 un estudio utilizó un formato diferente para presentar resultados: ya que a partir de una muestra en la que todos los mexicanos participantes se autoidentificaron como mestizos a estos se les clasificó en un conglomerado étnico específico dependiendo de cual fuera el componente genético mayoritario. Así a 17,0% se les clasificó dentro del conglomerado étnico africano, a 44,0% en el amerindio y a 39,0% en el europeo. Las muestras provinieron de la Ciudad de México así como de los estados de Guanajuato, Querétaro y Puebla (Noris-Santana et al, 2012).[154]
- 56,0% amerindia, 40,0% europea; 12,0-3,0% africana (Vargas-Alarcón et al, 2010).[155]
- 50-60% europea; 37-49% amerindia; 1-3% africana (Cerda-Flores et al, 2002). Realizado con muestras de mestizos de los estados de Nuevo León, Jalisco y la Ciudad de México.[156]
- 64,0% amerindia; 21,0% europea; 15,0% africana (Luna-Vásquez et al, 2005). Estudio realizado con 13 STRs, en el Valle de México.[157]
- 52,0% europea; 39,0% amerindia; 9,0% africana (Hernández-Gutierrez et al, 2005). Estudio genético de data autosomal que involucró a los estados de México, Morelos, Puebla, Querétaro y la Ciudad de México.[158]
- 69,0% amerindia; 26,0% europea; 5,0% africana para la Ciudad de México, a partir de 15 STRs (Juárez-Cedillo et al, 2008).[159]
- 65,0% amerindia; 31,0% europea; 3,0% africana para la Ciudad de México (Johnson et al, 2011).[160]
- 53,0% amerindia; 31% europea; 16% africana para mestizos por auto-adscripción de Jalisco, mediante el uso de 13 STRs (Rubi-Castellanos et al, 2009).[153]
- "Las frecuencias de los alelos variantes de CYP2D6 en mestizos fueron similares a las informadas para los blancos", estudio hecho en Durango (Sosa-Macías, 2006).[91]

En población indígena:
- 87,0% amerindia; 9,0% europea; 2,0% africana para los pueblos amerindios mexicanos (National Geographic, 2005-16).[161]
- 87,5% amerindia; 5,3% europea; 2,2% árabe para el pueblo maya (DNA Tribes, 2012).[162]
- 94,4% amerindia; 2,5% norasia; 1,5% este asiático, para el pueblo pima (DNA Tribes, 2012).[162]
- 64,0% amerindia, 25,0% europea y 11,0% africana para las personas indígenas de la localidad de  Metztitlan en el estado de Hidalgo.[163]
- 95,0% amerindia, 4,0% europea y 1,0% africana para los indígenas del pueblo de Tlapa de Comonfort en el estado de Guerrero.[164]
- 75,0% amerindia; 22,0% europea; 1,6% africana, promedio de un estudio realizado en nahuas, otomíes y tzeltales de diferentes estados.[124]

Por clase social:
- Más de 70% europea para habitantes de la Ciudad de México que se teoriza, tienen altos ingresos (Lisker et al, 1995).[165]
- 59,0% amerindia; 34,8% europea; 6,2% africana (Lisker et al, 1995). Realizado en habitantes de la Ciudad de México de clase socioeconómica baja.[166]

En población mexicana emigrante:
- 45,7% amerindia; 39,5% europea; 8,0% árabe, para mexicanos-americanos en Los Ángeles (DNA Tribes, 2012).[162]
- 67,0% amerindia; 17,0% europea; 4,0% judío; 4,0% noráfrica; 4,0% africana centro y occidente; 2,0% Asia menor, para mexicanos-americanos en Los Ángeles (National Geographic, 2005-16).[161]

Por línea de herencia:
- 93,3% amerindia, 6,0% europea; 0,7% africana por línea materna (mtDNA) en (Guardado-Estrada et al, 2009).[167]
- 64,9% europea; 30,8% amerindia; 4,2% africana. Sólo por línea paterna (Y-DNA), (Martínez-Cortés et al, 2012).[168]
- 90,0% amerindia por línea materna (mtDNA); 40,0% amerindia por línea paterna (Y-DNA) (Martínez-Marignac et al, 2007).[150]
- 54,0% amerindia; 46,0% europea; por línea materna; (mtDNA) por línea materna (Prize et al, 2007).[169]
- 89,1% amerindia; 5,4% europea; 4,5% africana; (mtDNA) por línea materna para el norte de México, específicamente en el estado de Chihuahua (Green et al, 2000).[170]

### Investigación fenotípica

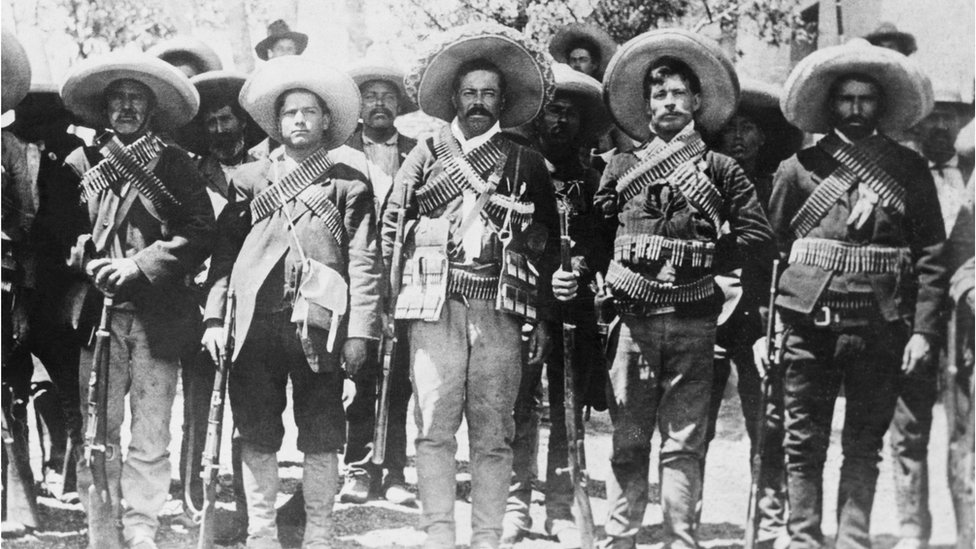
Pancho Villa y seguidores de la División del Norte

Aunque no tan numerosos o con una historia tan larga como la investigación genética en el país, se han realizado estudios sobre la presencia de diferentes rasgos fenotípicos (color de cabello, forma de cabello, color de ojos, etc.) en mexicanos. Estos estudios han llamado recientemente la atención del gobierno de México, que ha comenzado a realizar sus propias investigaciones a nivel nacional, con el objetivo de documentar las dinámica y desigualdades en las interacciones entre mexicanos de diferentes etnias/razas, así como tener una idea más concisa de la composición étnica del país (un campo que ha sido descuidado por mucho tiempo a nivel institucional en México). Los resultados de estos estudios refutan efectivamente los conceptos erróneos con respecto a la población de México, mostrando que México es un país excepcionalmente diverso, donde cualquier color o tipo de rasgo se puede encontrar con facilidad en cualquier región.

Emiliano Zapata y seguidores del Ejército Libertador del Sur

Algunos estudios, como el publicado por la Asociación Americana de Sociología, refutan conceptos erróneos que prevalecen incluso entre los propios mexicanos, al encontrar que las diferencias en las frecuencias de rasgos fenotípicos como el cabello rubio entre la población de las regiones del norte de México (donde este rasgo tiene una frecuencia de 22.3% - 23.9%) y la población de las regiones centrales de México (con una frecuencia de 18.9% a 21.3%) no son tan pronunciadas como se piensa comúnmente. Según la metodología del estudio, la presencia de cabello rubio era necesaria para que un mexicano fuera clasificado como blanco como "a diferencia del color de la piel, el cabello rubio no se oscurece con la exposición al sol". Con una metodología similar, otro estudio, realizado por la Universidad Autónoma Metropolitana de México calculó la frecuencia de cabello rubio en un 23%, los mexicanos con cabello rojo fueron clasificados como "otros".
Un estudio realizado en 2014 por el University College London analizó las frecuencias de varios rasgos fenotípicos diferentes en poblaciones de cinco países latinoamericanos diferentes (Brasil, Chile, Colombia, México y Perú). En el caso de México el Instituto Nacional de Antropología e Historia colaboró en la investigación con los siguientes resultados:
| Color de ojos | azul/gris | miel | verde | café claro | café oscuro/negro |
| ------------- | --------- | ---- | ----- | ---------- | ----------------- |
| Hombres       | 1%        | 2%   | 6%    | 21%        | 71%               |
| Mujeres       | 1%        | 3%   | 4%    | 21%        | 72%               |

| Color de pelo | rojo/rojizo | rubio | rubio oscuro/castaño claro | castaño/negro |
| ------------- | ----------- | ----- | -------------------------- | ------------- |
| Hombres       | 0%          | 1%    | 12%                        | 86%           |
| Mujeres       | 0%          | 2%    | 21%                        | 77%           |

| Forma de cabello | lacio | ondulado | rizado | crespo |
| ---------------- | ----- | -------- | ------ | ------ |
| Hombres          | 45%   | 43%      | 12%    | 0%     |
| Mujeres          | 46%   | 41%      | 12%    | 1%     |

La mayoría de las muestras (aproximadamente el 90%) provenían de la Ciudad de México y de los estados del sur de México, lo que significa que los estados del norte y oeste de México estaban subrepresentadas, ya que alrededor del 45% de la población de México vive allí.

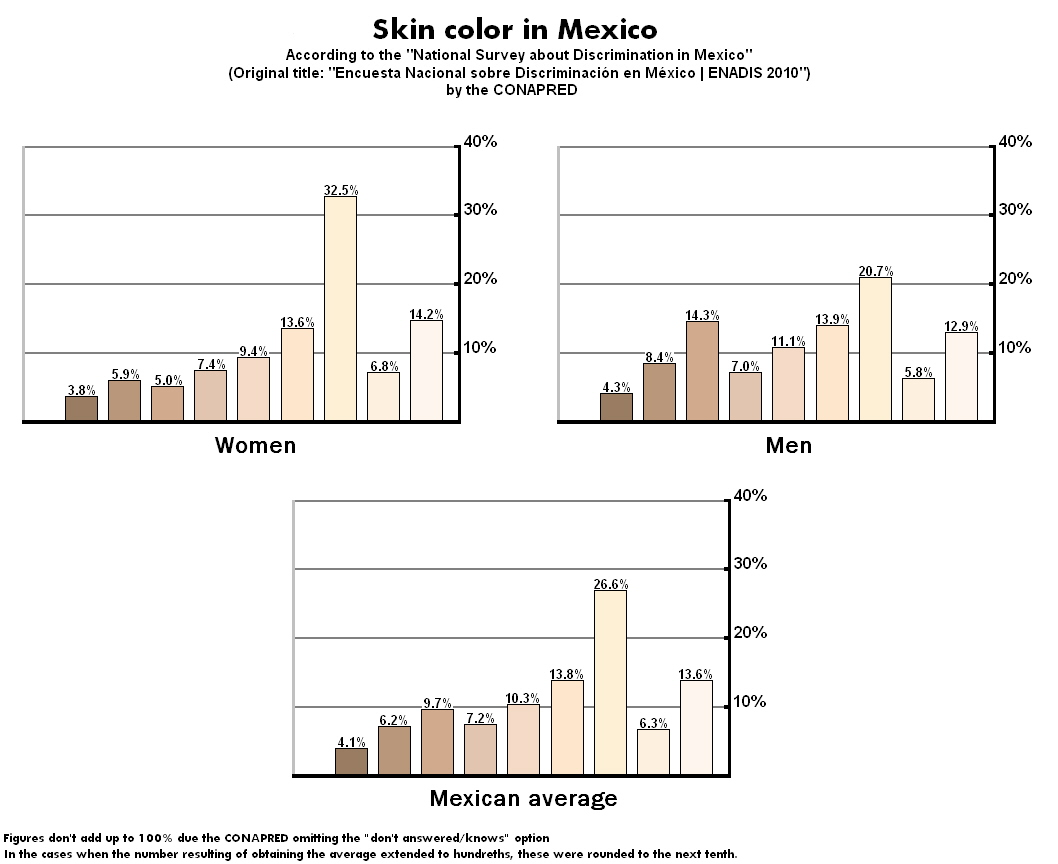
Resultados de la encuesta nacional contra la discriminación, realizada por el CONAPRED en 2010.

Se han realizado encuestas a nivel nacional patrocinadas por el gobierno mexicano que cuantifican el porcentaje de los diferentes tonos de piel presentes en la población de México, la primera en 2010 por el CONAPRED (Oficina Nacional para la Prevención de la Discriminación) y la segunda en 2017 por el INEGI (Instituto Nacional de Estadística de México), en el caso del estudio del CONAPRED fue una paleta con 9 opciones de color desarrolladas por el propio instituto mientras que en el caso del estudio del INEGI la paleta utilizada fue la paleta del PERLA (Proyecto Raza y Etnicidad Latinoamericana) con 11 categorías de color.
| Tipo de piel | Porcentaje (inegi 2017) |
| A            | 0.2%                    |
| B            | 0.5%                    |
| C            | 1.0%                    |
| D            | 3.0%                    |
| E            | 2.7%                    |
| F            | 13.0%                   |
| G            | 30.0%                   |
| H            | 37.4%                   |
| I            | 5.2%                    |
| J            | 4.9%                    |
| K            | 2.1%                    |
| ------------ | ----------------------- |

Como la progresión de los tonos más oscuros a los más claros no es tan uniforme en la paleta usada por el INEGI (algunos tonos son prácticamente iguales mientras que hay marcadas diferencias entre otros) como lo es en la paleta del CONAPRED, dos categorías de color terminaron conteniendo casi el 70% de los mexicanos encuestados, mientras que había categorías de color que tenían menos del 1% de mexicanos cada una. A pesar de que el gobierno de México ha minimizado las connotaciones raciales de dichos estudios al optar por utilizar el término "mexicano de piel clara" para referirse al segmento de la población de México que posee rasgos físicos/apariencia europea y "mexicano de piel oscura" para referirse al segmento de la población de México que no los tiene, la publicación de dichos estudios no ha estado exenta de controversia, especialmente en el caso del estudio publicado en 2017, ya que además del color de la piel también tuvo en cuenta diferentes factores socioeconómicos como logros educativos y perfiles ocupacionales, con medios de comunicación que llevaron a los círculos de la opinión pública mexicana conceptos como el racismo sistémico, el privilegio blanco y el colonialismo. No obstante, se está de acuerdo en que reconocer que México es un país diverso constituye un paso en la dirección correcta para combatir las desigualdades sociales.
En 2018, la CONAPRED publicó la nueva edición de la ENADIS, esta vez contando con la participación del INEGI, la UNAM, el CONACyT y la CNDH. Como en la versión de 2010, se le preguntó a los mexicanos acerca de temas relacionados con la discriminación y recavó datos respecto a etnicidad y fenotipo. Se concluyó que México sigue siendo un país bastante conservador en lo que respecta a grupos minoritarios como minorías religiosas, minorías étnicas, extranjeros y miembros de la comunidad LGBT. Si bien existen marcadas diferencias regionales, los estados de las regiones centro-sur de México tienen en general tasas de discriminación notoriamente más altas hacia los grupos sociales antes mencionados que los estados de las regiones oeste-norte. Para recavar datos respecto al tono de piel de los entrevistados la paleta elegida fue de nuevo la del PERLA. En esta ocasión, se reportó que el 11.4% de los mexicanos tenían los "tonos de piel más oscuros (A-E)", el 59.2% los "tonos de piel intermedios (F-G)" y el 29.4% los "tonos de piel más claros (H-K)". La razón por la que hay pronunciadas diferencias en el porcentaje de mexicanos con piel clara (alrededor de 18% menos) y con piel media (alrededor de 16% más) en comparación con encuestas anteriores es que la ENADIS 2017 tuvo como prioridad entrevistar a mexicanos pertenecientes a grupos "vulnerables" lo que significó que estados con altos porcentajes de personas de estos grupos hicieron más entrevistas. En 2023 se publicó la edición 2022 de la ENADIS del INEGI, en esta ocasión el 21.1% de los mexicanos reportó pertenecer a los “tonos de piel más oscuros (A-E)”, el 49.7% reportó pertenecer a los “tonos de piel intermedios (F-G)” y el 29.2% reportó pertenecer al grupo de los “tonos de piel más claros (H-K)”.  De manera similar a su predecesora, esta encuesta se realizó poniendo atención especial en grupos sociales desfavorecidos, es decir, los estados con una presencia conocida de dichos grupos sociales realizaron más encuestas proporcionalmente.
Las siguientes tablas (la primera proveniente de un estudio publicado en 2002 y la segunda de un estudio publicado en 2018) ilustran las frecuencias de diferentes grupos sanguíneos en varias ciudades y estados mexicanos, debido a que la población amerindia de México posee exclusivamente el tipo sanguíneo "O", la presencia de otros grupos sanguíneos puede dar una idea aproximada de la cantidad de influencia extranjera que hay en cada estado que ha sido analizado. Los resultados de estos estudios, sin embargo, no deben tomarse como estimaciones exactas de los porcentajes de diferentes grupos étnicos que habitan México (por ejemplo, el porcentaje de tipos sanguíneos A+B = porcentaje de mexicanos blancos) debido a que un mexicano mestizo puede poser sangre de tipo "A", "B" etc. o el hecho de que el tipo de sangre "O" existe en Europa, teniendo una frecuencia promedio de 44% en España.
| Ciudad           | Estado              | O (%)  | A (%)  | B (%)  | AB (%) |
| ---------------- | ------------------- | ------ | ------ | ------ | ------ |
| La Paz           | Baja California Sur | 58.49% | 31.4%  | 8.40%  | 1.71%  |
| Guadalajara      | Jalisco             | 57.2%  | 31.2%  | 9.7%   | 1.9%   |
| Gómez Palacio    | Durango             | 57.99% | 29.17% | 10.76% | 2.08%  |
| Ciudad Victoria  | Tamaulipas          | 63.6%  | 27.3%  | 7.4%   | 1.7%   |
| Monterrey        | Nuevo León          | 63.1%  | 26.5%  | 9.0%   | 1.4%   |
| Veracruz         | Veracruz            | 64.2%  | 25.7%  | 8.1%   | 2.0%   |
| Saltillo         | Coahuila            | 64.2%  | 24.9%  | 9.7%   | 1.2%   |
| Saladero         | Veracruz            | 60.5%  | 28.6%  | 10.9%  | 0.0%   |
| Torreón          | Coahuila            | 66.35% | 24.47% | 8.3%   | 0.88%  |
| Ciudad de México | Ciudad de México    | 67.7%  | 23.4%  | 7.2%   | 1.7%   |
| Durango          | Durango             | 55.1%  | 38.6%  | 6.3%   | 0.0%   |
| El Carmen        | Campeche            | 69.7%  | 22.0%  | 6.4%   | 1.8%   |
| Mérida           | Yucatán             | 67.5%  | 21.1%  | 10.5%  | 0.9%   |
| León             | Guanajuato          | 65.3%  | 24.7%  | 6.0%   | 4.0%   |
| Zacatecas        | Zacatecas           | 61.9%  | 22.2%  | 13.5%  | 2.4%   |
| Tlaxcala         | Tlaxcala            | 71.7%  | 19.6%  | 6.5%   | 2.2%   |
| Puebla           | Puebla              | 72.3%  | 19.5%  | 7.4%   | 0.8%   |
| Oaxaca           | Oaxaca              | 71.8%  | 20.5%  | 7.7%   | 0.0%   |
| Paraíso          | Tabasco             | 75.8%  | 14.9%  | 9.3%   | 0.0%   |
| Total            | ~~                  | 65.0%  | 25.0%  | 8.6%   | 1.4%   |

| Estado                | O (%)  | A (%)  | B (%)  | AB (%) |
| --------------------- | ------ | ------ | ------ | ------ |
| Baja California Norte | 60.25% | 28.79% | 9.03%  | 1.92%  |
| Sonora                | 58.58% | 30.48% | 9.11%  | 1.84%  |
| Sinaloa               | 56.46% | 32.93% | 8.56%  | 2.05%  |
| Durango               | 59.29% | 26.89% | 11.33% | 2.50%  |
| Coahuila              | 66.17% | 23.49% | 9.01%  | 1.33%  |
| Nuevo León            | 62.43% | 25.62% | 10.10% | 1.85%  |
| Nayarit               | 59.20% | 29.62% | 9.32%  | 1.85%  |
| Jalisco               | 57.85% | 29.95% | 9.78%  | 2.42%  |
| Michoacán             | 60.25% | 29.51% | 9.04%  | 2.44%  |
| Puebla                | 74.36% | 18.73% | 6.05%  | 0.87%  |
| Veracruz              | 67.82% | 21.90% | 8.94%  | 1.34%  |
| San Luis Potosí       | 67.47% | 24.27% | 7.28%  | 0.97%  |
| Aguascalientes        | 61.42% | 26.25% | 10.28% | 2.05%  |
| Guanajuato            | 61.98% | 26.83% | 9.33%  | 1.85%  |
| Querétaro             | 65.71% | 23.60% | 9.40%  | 1.29%  |
| Estado de México      | 70.68% | 21.11% | 7.18%  | 1.04%  |
| Ciudad de México      | 66.72% | 23.70% | 8.04%  | 1.54%  |
| Total                 | 61.82% | 27.43% | 8.93%  | 1.81%  |

En ambos estudios se observan tendencias similares en lo que concierne a la distribución de los diferentes grupos sanguíneos, esto es, los estados de las regiones norte y occidente de México presentan las mayores frecuencias de grupos sanguíneos de origen extranjero, cosa que es congruente con los múltiples estudios genéticos que se han realizado en el país a través de los años. adicionalmente se observa que los grupos sanguíneos "A" y "B" son más comunes en voluntarios jóvenes mientras que los grupos "AB" y "O" son más comunes en voluntarios de edad avanzada. El número total de voluntarios analizados en el estudio publicado en 2018 fue de 271,164.
Un estudio realizado en hospitales de la Ciudad de México reportó que en promedio el 51.8% de los recién nacidos mexicanos presentaban la marca de nacimiento congénita conocida como mancha mongola, mientras que en el 48.2% de los bebés analizados estaba ausente. La mancha mongola aparece con una frecuencia muy alta (85-95%) en niños asiáticos, nativos americanos y africanos. La lesión de piel, según se informa, casi siempre aparece en niños sudamericanos y mexicanos que son racialmente mestizos, mientras que tiene una frecuencia muy baja (5-10%) en niños caucásicos. Según el Instituto Mexicano del Seguro Social (abreviado como IMSS) a nivel nacional, alrededor de la mitad de los bebés mexicanos tienen la mancha mongola.

## Idiomas

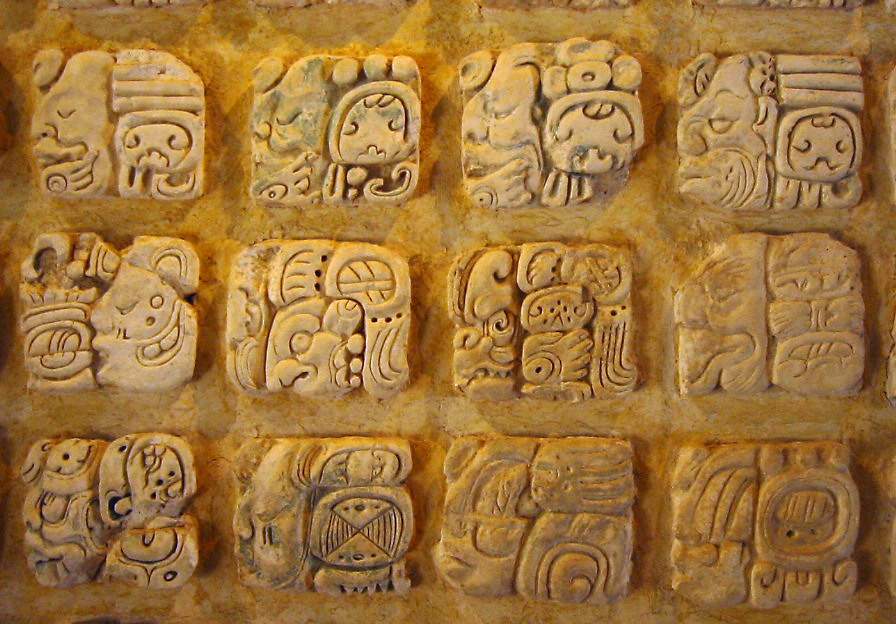
México ha dado al mundo algunos de los sistemas de escritura más antiguos del mundo, como el alfabeto maya. La escritura maya utiliza logogramas complementados por un conjunto de glifos y caracteres alfabéticos o silábicos, similares en función a la escritura japonesa moderna.

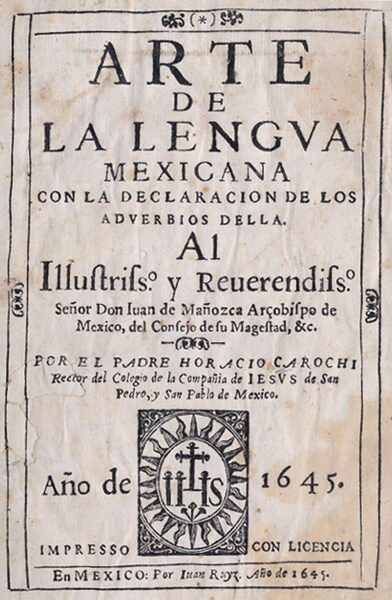
Gramática de la lengua mexicana por Carochi.

Los mexicanos son lingüísticamente diversos, muchos hablan idiomas europeos y varios más hablan idiomas indígenas mexicanos. El español es hablado en total por más de 99.20% de la población mexicana, siendo 92.17% los que lo hablan como primer idioma, lo que los convierte en el grupo de habla hispana más grande del mundo, seguido por Colombia (45,273,925), España (41,063,259) y Argentina (40,134,425). La lengua indígena más hablada por los mexicanos es el náhuatl, que es hablado por el 1,7% de la población de México mayor de 5 años. Aproximadamente 7,364,645 mexicanos (6.1% de la población) hablan un idioma indígena según el censo del 2020 en México. También hay mexicanos viviendo en el extranjero que hablan idiomas indígenas, principalmente en los Estados Unidos, pero se desconoce su número. Aunque la gran mayoría habla español, el segundo idioma más poblado entre los mexicanos es el inglés, debido a la proximidad regional de los Estados Unidos, que exige una relación bilingüe para llevar a cabo negocios y comercio, así como la migración de mexicanos a ese país que lo adoptan como segundo idioma.
El español mexicano es en esencia el mismo que el que se habla en España y en el resto del mundo hispano, como lo muestra la mutua inteligibilidad entre los hablantes de español, cualquiera que sea la parte del planeta en la que viven. No obstante, la variante mexicana presenta sus propias peculiaridades fonéticas, morfosintacticas y léxicas. Por ejemplo, contiene algunos préstamos de las lenguas indígenas, en su mayoría de la lengua náhuatl, algunos de los cuales se utilizan en todo el ámbito hispánico: "chocolate", "tomate", "mezquite", "chile" y "coyote".
México no tiene una lengua oficial de iure, pero a partir de 2003 reconoce 68 lenguas indígenas amerindias como "lenguas nacionales", junto con el español, que están protegidas por la legislación nacional mexicana que otorga a los pueblos indígenas el derecho a solicitar servicios públicos y documentos en sus lenguas nativas. La ley también incluye otros idiomas amerindios independientemente de su origen, es decir, incluye los idiomas amerindios de otros grupos étnicos que no son nativos del territorio nacional mexicano. Como tal, la Comisión Nacional para el Desarrollo de los Pueblos Indígenas de México reconoce el idioma de los kickapoo que emigraron de los Estados Unidos, y reconoce los idiomas de los refugiados guatemaltecos amerindios.
En diciembre de 2020 la Cámara de Diputados aprobó una reforma constitucional para considerar al español como el idioma oficial del país, y las lenguas indígenas como idiomas nacionales, no obstante para que esto se haga oficial tiene que reformarse el artículo cuarto de la Carta Magna, situación que no ha pasado.

## Cultura

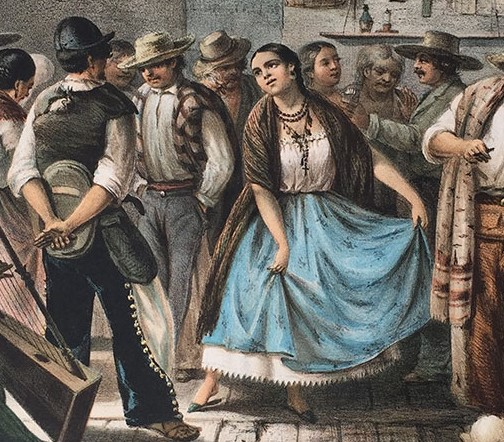
Detalle de una litografía que muestra bailarines de fandango; las mujeres visten el vestido de China Poblana y los hombres están vestidos de chinaco.

La cultura mexicana refleja la complejidad de la historia del país a través de la mezcla de las culturas indígenas y la cultura de España, impartida durante los 300 años de colonización española de México. Elementos culturales exógenos, principalmente de los Estados Unidos, también han sido incorporados a la cultura mexicana.
La era porfiriana (el Porfiriato), en el último cuarto del siglo XIX y la primera década del siglo XX, estuvo marcada por el progreso económico y la paz. Después de cuatro décadas de disturbios civiles y guerra, México vio el desarrollo de la filosofía y las artes, promovido por el propio Presidente Díaz. Desde entonces, como se acentuó durante la Revolución Mexicana, la identidad cultural ha tenido su fundamento en el mestizaje, del cual el elemento indígena (es decir, amerindio) es el núcleo. A la luz de las diversas etnias que formaron al pueblo mexicano, José Vasconcelos en su publicación La Raza Cósmica (1925) definió a México como el crisol de todas las razas (extendiendo así la definición de mestizo) no sólo biológica sino también culturalmente. Esta exaltación del mestizaje era una idea revolucionaria que contrastaba fuertemente con la idea de una raza pura superior que prevalecía en la Europa de la época.

### Literatura
La literatura de México tiene sus antecedentes en las literaturas de los asentamientos indígenas de Mesoamérica. El poeta prehispánico más conocido es Nezahualcóyotl. La literatura mexicana moderna fue influenciada por los conceptos de la colonización española de Mesoamérica. Entre los escritores y poetas de la época española destacan Juan Ruiz de Alarcón y Juana Inés de la Cruz.
A la luz de las diversas etnias que formaron al pueblo mexicano, José Vasconcelos en su publicación La Raza Cósmica (1925) definió a México como el crisol de todas las razas, tanto biológica como culturalmente.
Otros escritores son Alfonso Reyes, José Joaquín Fernández de Lizardi, Ignacio Manuel Altamirano, Carlos Fuentes, Octavio Paz (Premio Nobel), Renato Leduc, Carlos Monsiváis, Elena Poniatowska, Mariano Azuela ("Los de abajo") y Juan Rulfo ("Pedro Páramo"). Bruno Traven escribió "Canasta de cuentos mexicanos", "El tesoro de la Sierra Madre".

### Ciencia
La Universidad Nacional Autónoma de México se estableció oficialmente en 1910 y se convirtió en uno de los institutos de educación superior más importantes de México. La UNAM ofrece educación de clase mundial en ciencias, medicina e ingeniería. Durante la primera mitad del siglo XX se crearon numerosos institutos científicos y nuevos institutos de enseñanza superior, como el Instituto Politécnico Nacional (fundado en 1936). La mayoría de los nuevos institutos de investigación fueron creados dentro de la UNAM a la cual se integraron doce institutos Entre 1929 y 1973. En 1959, se creó la Academia Mexicana de Ciencias para coordinar los esfuerzos científicos entre los académicos.
En 1995 el químico mexicano Mario J. Molina compartió el Premio Nobel de Química con Paul J. Crutzen y F. Sherwood Rowland por su trabajo en química atmosférica, particularmente en lo que se refiere a la formación y descomposición del ozono. Molina, exalumno de la UNAM, se convirtió en el primer ciudadano mexicano en ganar el Premio Nobel de Ciencias.
En los últimos años, el proyecto científico más grande que se ha desarrollado en México ha sido la construcción del Gran Telescopio Milimétrico (Gran Telescopio Milimétrico, GMT), el telescopio de apertura única más grande y sensible del mundo en su rango de frecuencias. Fue diseñado para observar regiones del espacio oscurecidas por el polvo estelar.

### Música
La sociedad mexicana disfruta de una gran variedad de géneros musicales, mostrando la diversidad de la cultura mexicana. La música tradicional incluye Mariachi, Banda, Norteño, Ranchera y Corridos; la mayoría de los mexicanos escuchan música contemporánea como pop, rock, etc. tanto en inglés como en español. México tiene la industria de medios de comunicación más grande de América hispana, produciendo artistas mexicanos que son famosos en Centro y Sur América y partes de Europa, especialmente España.
Algunos cantantes mexicanos reconocidos son Juan Gabriel, Thalía, Luis Miguel, Alejandro Fernández, Julieta Venegas y Paulina Rubio. Las cantantes mexicanas de música tradicional son Aída Cuevas, Lila Downs, Susana Harp, Jaramar, GEO Meneses y Alejandra Robles. Grupos populares son Café Tacuba, Molotov y Maná, entre otros. Desde los primeros años de la década del 2000, el rock mexicano ha experimentado un crecimiento generalizado tanto a nivel nacional como internacional.

### Cine
Las películas mexicanas de la Edad de Oro de las décadas de 1940 y 1950 son los mejores ejemplos del cine hispanoamericano, con una enorme industria comparable a la de Hollywood de aquellos años. Las películas mexicanas fueron exportadas y exhibidas en toda Hispanoamérica y Europa. María Candelaria (1944) de Emilio Fernández, fue una de las primeras películas galardonadas con la Palma de Oro en el Festival de Cannes en 1946, la primera vez que el evento se celebró después de la Segunda Guerra Mundial. El famoso director español Luis Buñuel realizó en México, entre 1947 y 1965 algunas de sus obras maestras como Los Olvidados (1949), Viridiana (1961) y El ángel exterminador (1963). Entre los actores y actrices más famosos de esta época se encuentran María Félix, Pedro Infante, Dolores del Río, Jorge Negrete y el cómico Cantinflas.
Más recientemente, películas como Como agua para chocolate (1992), Cronos (1993), Y tu mamá también (2001), y El laberinto del fauno (2006) han tenido éxito en la creación de historias universales sobre temas contemporáneos, y fueron reconocidas internacionalmente, como en el prestigioso Festival de Cine de Cannes. Los directores mexicanos Alejandro González Iñárritu (Amores perros, Babel, Birdman), Alfonso Cuarón (Hijos de hombres, Harry Potter y el prisionero de Azkaban, Gravedad), Guillermo del Toro (Pacific Rim), Carlos Carrera (El crimen del padre Amaro) y el guionista Guillermo Arriaga son algunos de los cineastas actuales más conocidos.

### Artes visuales
El arte posrevolucionario en México tuvo su expresión en las obras de artistas de renombre como Frida Kahlo, Diego Rivera, José Clemente Orozco, Rufino Tamayo, Federico Cantú Garza, David Alfaro Siqueiros y Juan O'Gorman. Diego Rivera, la figura más conocida del muralismo mexicano, pintó el Hombre en la Encrucijada en el Rockefeller Center de la ciudad de Nueva York, un enorme mural que fue destruido el año siguiente por la inclusión de un retrato del líder comunista ruso Lenin. Algunos de los murales de Rivera se exhiben en el Palacio Nacional de México y en el Palacio de Bellas Artes.

### Arquitectura
Por la relevancia artística de muchas de las estructuras arquitectónicas de México, incluyendo secciones enteras de ciudades prehispánicas y coloniales, han sido declaradas Patrimonio de la Humanidad. El país ocupa el primer lugar en número de sitios declarados Patrimonio de la Humanidad por la UNESCO en las Américas.

## Religión
México no tiene una religión oficial, y la Constitución de 1917 impuso limitaciones a la iglesia y a veces codificó la intrusión del estado en los asuntos de la iglesia. La iglesia no participa en la educación pública y no recibe contribuciones financieras del gobierno. Sin embargo, la Navidad es un día festivo nacional y cada año durante Pascua y Navidad todas las escuelas en México, públicas y privadas, envían a sus estudiantes de vacaciones.
En 1992, México levantó casi todas las restricciones sobre las religiones, incluyendo el otorgamiento de estatus legal a todos los grupos religiosos, la concesión de propiedades limitadas y el levantamiento de las restricciones sobre el número de sacerdotes en el país. Hasta hace poco, los sacerdotes no tenían derecho a votar, e incluso ahora no pueden ser elegidos para cargos públicos.
La Iglesia Católica es la religión dominante en México, con cerca del 82.7% de la población en 2010. En las últimas décadas el número de católicos ha ido disminuyendo, debido al crecimiento de otras denominaciones cristianas (especialmente varias iglesias protestantes y el mormonismo), que ahora constituyen el 9,7% de la población. A pesar de esto, la conversión a denominaciones no católicas ha sido considerablemente más lenta que en Guatemala, Honduras y El Salvador. El aumento de la población atea es del 8.1%, a pesar de ser pequeña en estimación, es la convicción ideológica que más crece rápidamente en todo el país, de hecho por encima de cultos cristianos no católicos. Los movimientos de retorno y renacimiento de las religiones indígenas mesoamericanas (Mexicayotl, Toltecayotl) también han aparecido en las últimas décadas. Tanto el Islam como el Budismo han hecho avances limitados, a través de la inmigración y la conversión.

## Obras citadas
- Gómez M., et al. Historia de México: Texto de Consulta Para Educación Media Superior. México: Limusa, 2006.
- Moot Rodríguez, Historia Moderna de México, Universidad de Chan, México, 2002.
- Caballero, Alan. 1990. "Racismo, Revolución e indigenismo: México 1910-1940". Capítulo 4 de La idea de raza en América Latina, 1870-1940. Richard Graham (ed.) pp. 71-113.
- Wade, Peter. 1997. Raza y etnicidad en América Latina. Pluto Press.
- Bartolomé, Miguel Alberto. (1996) "Pluralismo cultural y redefinición del estado en México". en Coloquio sobre derechos indígenas, Oaxaca, IOC.[218]
- Friedlander, Judith. 1975. Ser indio en Hueyapan: Un Estudio de Identidad Forzada en el México Contemporáneo. Nueva York: Saint Martin's Press.